# Россия на летних Олимпийских играх 2008
Россия на летних Олимпийских играх 2008 года была представлена Олимпийским комитетом России (ОКР). 479 российских спортсменов квалифицировались на Олимпиаду в Пекине, но из-за дисквалификаций накануне Игр, по различным причинам, непосредственно участие в играх приняло 467 спортсменов. Российская олимпийская сборная в неофициальном общекомандном зачёте заняла третье место, уступив сборным Китая (48 золотых) и США (36). Это последний случай, когда сборная России попала в тройку лучших медального зачёта на летних Играх.
На момент закрытия Олимпиады 24 августа на счету сборной России было 72 медали: 23 золотые, 21 серебряная и 28 бронзовых (стрелок Владимир Исаков и легкоатлетка Татьяна Чернова получили по бронзовой медали из-за дисквалификаций соперников ещё во время Игр). Но затем в результате масштабной перепроверки допинг-проб, начиная с 2016 года целый ряд российских спортсменов был лишён наград. Это коснулось в первую очередь легкоатлетов и тяжелоатлетов. В итоге общее количество наград России сократилось на 12 по сравнению с днём закрытия Игр и составляет 60 (24 золотые, 13 серебряных и 24 бронзовые), при этом из-за дисквалификаций других участников золотых медалей у России стало даже на одну больше.

## Награды
| Медали по дням | Медали по дням | Медали по дням | Медали по дням | Медали по дням | Медали по дням | Медали по дням |
| -------------- | -------------- | -------------- | -------------- | -------------- | -------------- | -------------- |
| День           | Дата           |                |                |                | Итого          |                |
| День 0         | 8 августа      | —              | —              | —              | —              |                |
| День 1         | 9 августа      | 0              | 1              | 1              | 2              |                |
| День 2         | 10 августа     | 0              | 2              | 1              | 3              |                |
| День 3         | 11 августа     | 0              | 1              | 1              | 2              |                |
| День 4         | 12 августа     | 2              | 0              | 1              | 3              |                |
| День 5         | 13 августа     | 0              | 3              | 0              | 3              |                |
| День 6         | 14 августа     | 1              | 1              | 0              | 2              |                |
| День 7         | 15 августа     | 0              | 0              | 5              | 5              |                |
| День 8         | 16 августа     | 2              | 0              | 0              | 2              |                |
| День 9         | 17 августа     | 2              | 4              | 4              | 10             |                |
| День 10        | 18 августа     | 1              | 1              | 3              | 5              |                |
| День 11        | 19 августа     | 2              | 1              | 3              | 6              |                |
| День 12        | 20 августа     | 3              | 0              | 1              | 4              |                |
| День 13        | 21 августа     | 3              | 2              | 1              | 6              |                |
| День 14        | 22 августа     | 1              | 2              | 2              | 5              |                |
| День 15        | 23 августа     | 4              | 3              | 5              | 12             |                |
| День 16        | 24 августа     | 2              | 0              | 1              | 3              |                |
| Всего          | Всего          | 23             | 21             | 29             | 73             |                |

См. статистику с официального сайта.

### Золото
| Золото | |                                                       |
| №      | Спортсмены | Вид спорта (дисциплина)                               |
| 1      | Назир Манкиев | Борьба (греко-римская, 55 кг)                         |
| 2      | Ислам-Бека Альбиев | Борьба (греко-римская, 60 кг)                         |
| 3      | Асланбек Хуштов | Борьба (греко-римская, 96 кг)                         |
| 4      | Валерий Борчин | Лёгкая атлетика (спортивная ходьба, 20 км)            |
| 5      | Виктория Никишина Светлана Бойко Евгения Ламонова Аида Шанаева | Фехтование (командная рапира)                         |
| 6      | Елена Дементьева | Теннис (одиночный разряд)                             |
| 7      | Гульнара Галкина-Самитова | Легкая атлетика (3000 м с препятствиями)              |
| 8      | Елена Исинбаева | Легкая атлетика (прыжок с шестом)                     |
| 9      | Мавлет Батиров | Борьба (вольная, до 60 кг)                            |
| 10     | Андрей Сильнов | Легкая атлетика (прыжок в высоту)                     |
| 11     | Лариса Ильченко | Плавание (марафон, 10 км)                             |
| 12     | Анастасия Давыдова Анастасия Ермакова | Синхронное плавание (дуэт)                            |
| 13     | Бувайсар Сайтиев | Борьба (вольная, до 74 кг)                            |
| 14     | Ольга Каниськина | Легкая атлетика (спортивная ходьба, 20 км)            |
| 15     | Ширвани Мурадов | Борьба (вольная, до 96 кг)                            |
| 16     | Андрей Моисеев | Современное пятиборье (мужчины)                       |
| DSQ    | Юлия Чермошанская Александра Федорива Юлия Гущина Евгения Полякова | Легкая атлетика (эстафета 4х100 м)                    |
| 18     | Максим Опалев | Гребля на байдарках и каноэ (с-1, 500 м)              |
| 19     | Анастасия Давыдова Анастасия Ермакова Мария Громова Наталья Ищенко Эльвира Хасянова Ольга Кужела Светлана Ромашина Елена Овчинникова (техническая программа) Анна Шорина (произвольная программа) | Синхронное плавание (команда)                         |
| 20     | Евгения Канаева | Художественная гимнастика (индивидуальное первенство) |
| 21     | Рахим Чахкиев | Бокс (до 91 кг)                                       |
| 22     | Маргарита Алийчук Анна Гавриленко Татьяна Горбунова Елена Посевина Дарья Шкурихина Наталья Зуева                                                                                                  | Художественная гимнастика (команда)                   |
| 23     | Алексей Тищенко | Бокс (до 60 кг)                                       |

### Серебро
| Серебро | |                                            |
| №       | Спортсмены | Вид спорта (дисциплина)                    |
| 1       | Любовь Галкина | Стрельба (пневматическая винтовка, 10 м)   |
| 2       | Наталья Падерина | Стрельба (пневматический пистолет, 10 м)   |
| 3       | Юлия Пахалина Анастасия Позднякова | Синхронные прыжки (трамплин, 3 м)          |
| DSQ     | Марина Шаинова | Тяжёлая атлетика (до 58 кг)                |
| 5       | Данила Изотов Александр Сухоруков Евгений Лагунов Никита Лобинцев Михаил Полищук (предварительные заплывы) | Плавание (вольный стиль, эстафета 4×200 м) |
| 6       | Юрий Кунаков Дмитрий Саутин | Синхронные прыжки (трамплин, 3 м)          |
| 7       | Оксана Сливенко | Тяжёлая атлетика (до 69 кг)                |
| DSQ     | Хасан Бароев | Борьба (греко-римская, до 120 кг)          |
| 9       | Динара Сафина | Теннис (одиночный разряд)                  |
| 10      | Алёна Карташова | Борьба (вольная, до 63 кг)                 |
| 11      | Юлия Пахалина | Прыжки в воду (трамплин, 3 м)              |
| DSQ     | Татьяна Лебедева | Легкая атлетика (тройной прыжок)           |
| 13      | Дмитрий Клоков | Тяжёлая атлетика (до 105 кг)               |
| 14      | Евгений Чигишев | Тяжёлая атлетика (свыше 105 кг)            |
| 15      | Бахтияр Ахмедов | Борьба (вольная, до 120 кг)                |
| DSQ     | Мария Абакумова | Легкая атлетика (метание копья)            |
| DSQ     | Татьяна Лебедева | Легкая атлетика (прыжок в длину)           |
| 18      | Евгений Лукьяненко | Легкая атлетика (прыжок с шестом)          |
| 19      | Александр Костоглод Сергей Улегин | Гребля на байдарках и каноэ (с-2, 500 м)   |
| 20      | Екатерина Андрюшина Ирина Близнова Елена Дмитриева Анна Кареева Екатерина Маренникова Елена Полёнова Ирина Полторацкая Людмила Постнова Оксана Роменская Мария Сидорова Инна Суслина Эмилия Турей Яна Ускова Наталья Шипилова | Гандбол (женщины)                          |
| DSQ     | Анастасия Капачинская Татьяна Фирова Юлия Гущина Людмила Литвинова Елена Мигунова Татьяна Вешкурова | Легкая атлетика (эстафета 4х400 м)         |

Марина Шаинова была дисквалифицирована 31 августа 2016 года по итогам перепроверки допинг-проб. У неё были обнаружены станозолол и туринабол.
Хасан Бароев 17 ноября 2016 года был лишён медали по причине обнаружения в результате перепроверки допинг-пробы туринабола.
Татьяна Лебедева 25 января 2017 года была лишена МОК двух серебряных медалей после перепроверки допинг-проб. В пробе был обнаружен туринабол.
Мария Абакумова 13 сентября 2016 была лишена серебряной медали из-за положительной допинг-пробы, в которой был обнаружен туринабол.
В августе 2016 года решением МОК сборная России была лишена серебряных медалей из-за положительных допинг-проб Капачинской и Фировой.

### Бронза
| Бронза | |                                              |
| №      | Спортсмены | Вид спорта (дисциплина)                      |
| 1      | Алексей Алипов | Стендовая стрельба (трап)                    |
| 2      | Дмитрий Доброскок Глеб Гальперин | Синхронные прыжки (вышка, 10 м)              |
| 3      | Аркадий Вятчанин | Плавание (на спине, 100 м)                   |
| 4      | Аркадий Вятчанин | Плавание (на спине, 200 м)                   |
| 5      | Дмитрий Ларионов Михаил Кузнецов | Гребной слалом (с-2)                         |
| 6      | Владимир Исаков | Стрельба (малокалиберный пистолет, 50 м)     |
| DSQ    | Надежда Евстюхина | Тяжелая атлетика (до 75 кг)                  |
| 8      | Баир Бадёнов | Стрельба из лука (индивидуальное первенство) |
| 9      | Вера Звонарёва | Теннис (одиночный разряд)                    |
| 10     | Антон Голоцуцков | Спортивная гимнастика (вольные упражнения)   |
| DSQ    | Хаджимурат Аккаев | Тяжёлая атлетика (до 94 кг)                  |
| DSQ    | Екатерина Волкова | Легкая атлетика (3000 м с препятствиями)     |
| 13     | Антон Голоцуцков | Спортивная гимнастика (опорный прыжок)       |
| DSQ    | Дмитрий Лапиков | Тяжёлая атлетика (до 105 кг)                 |
| 15     | Светлана Феофанова | Легкая атлетика (прыжок с шестом)            |
| 16     | Бесик Кудухов | Борьба (вольная, до 55 кг)                   |
| 17     | Михаил Игнатьев Алексей Марков | Велотрек (мужской мэдисон)                   |
| 18     | Ярослав Рыбаков | Легкая атлетика (прыжок в высоту)            |
| DSQ    | Татьяна Чернова | Легкая атлетика (семиборье)                  |
| 20     | Георгий Кетоев | Борьба (вольная, до 84 кг)                   |
| 21     | Денис Нижегородов | Легкая атлетика (спортивная ходьба, 50 км)   |
| 22     | Георгий Балакшин | Бокс (до 51 кг)                              |
| 23     | Ирина Калентьева | Горный велосипед (маунтинбайк)               |
| DSQ    | Денис Алексеев Максим Дылдин Владислав Фролов Антон Кокорин | Легкая атлетика (эстафета 4х400 м)           |
| DSQ    | Анна Чичерова | Легкая атлетика (прыжок в высоту)            |
| 26     | Светлана Абросимова Наталья Водопьянова Марина Карпунина Илона Корстин Марина Кузина Екатерина Лисина Ирина Осипова Оксана Рахматулина Мария Степанова Ирина Соколовская Бекки Хэммон Татьяна Щёголева | Баскетбол (женщины)                          |
| 27     | Глеб Гальперин | Индивидуальные прыжки (вышка, 10 м)          |
| 28     | Юрий Бережко Алексей Вербов Александр Волков Сергей Гранкин Александр Корнеев Александр Косарев Алексей Кулешов Максим Михайлов Алексей Остапенко Семён Полтавский Сергей Тетюхин Вадим Хамутцких      | Волейбол (мужчины)                           |
| 29     | Александр Колобнев | Велоспорт (групповая шоссейная гонка)        |

Надежда Евстюхина 31 августа 2016 года была лишена МОК бронзовой медали из-за обнаружения допинга после перепроверки проб.
Хаджимурат Аккаев 18 ноября 2016 был лишён бронзовой медали после перепроверки допинг-проб и обнаружения туринабола.
Екатерина Волкова 26 октября 2016 года была лишена МОК бронзовой медали после перепроверки допинг-проб, обнаружившей туринабол.
Дмитрий Лапиков 17 ноября 2016 был лишён МОК бронзовой медали. После перепроверки допинг-проб у него был обнаружен туринабол.
Татьяна Чернова 24 апреля 2017 была лишена МОК бронзовой медали. По итогам перепроверки допинг-проб в ее анализе был обнаружен туринабол.
Денис Алексеев в 2016 году был уличён в применении допинга, и в сентябре эстафетная команда была лишена бронзовой медали.
Анна Чичерова 6 октября 2016 года была лишена МОК бронзовой медали после перепроверки допинг-проб. У неё был обнаружен туринабол.

### Медали по видам спорта
| Спорт                       | Золото | Серебро | Бронза | Всего |    |
| --------------------------- | ------ | ------- | ------ | ----- | -- |
| Легкая атлетика             | 6      | 5       | 7      | 18    | 47 |
| Борьба                      | 6      | 3       | 2      | 11    | 18 |
| Бокс                        | 2      | 0       | 1      | 3     | 11 |
| Синхронное плавание         | 2      | 0       | 0      | 2     | 2  |
| Художественная гимнастика   | 2      | 0       | 0      | 2     | 2  |
| Плавание                    | 1      | 1       | 2      | 4     | 34 |
| Гребля на байдарках и каноэ | 1      | 1       | 1      | 3     | 16 |
| Теннис                      | 1      | 1       | 1      | 3     | 4  |
| Пятиборье                   | 1      | 0       | 0      | 1     | 2  |
| Фехтование                  | 1      | 0       | 0      | 1     | 10 |
| Тяжёлая атлетика            | 0      | 4       | 3      | 7     | 15 |
| Прыжки в воду               | 0      | 3       | 2      | 5     | 8  |
| Стрельба                    | 0      | 2       | 2      | 4     | 15 |
| Гандбол                     | 0      | 1       | 0      | 1     | 2  |
| Велоспорт                   | 0      | 0       | 3      | 3     | 18 |
| Спортивная гимнастика       | 0      | 0       | 2      | 2     | 14 |
| Баскетбол                   | 0      | 0       | 1      | 1     | 2  |
| Волейбол                    | 0      | 0       | 1      | 1     | 4  |
| Стрельба из лука            | 0      | 0       | 1      | 1     | 4  |

### Оценка выступления сборной на Играх
По количеству медалей выступление российской сборной в Пекине стало самым неудачным с олимпийских игр 1996 года, а по количеству золотых медалей — это самые неудачные Олимпийские игры современной России.
- Россияне. Большинство жителей России оценили выступление российских спортсменов на Олимпиаде-2008 как неудачное. 49 процентов россиян назвали результаты олимпийцев «не слишком успешными», а ещё 19 процентов — «неудачными». 3 процента жителей России считают, что спортсмены выступают «очень успешно», а 27 процентов — «довольно успешно»[19].
- Леонид Тягачёв, президент Олимпийского комитета России: «Тягачев сообщил, что российские атлеты, попавшие в сборную, завоевали 27 золотых наград на мировых первенствах, проходивших в преддверии Олимпиады. По словам президента ОКР, примерно такого же количества медалей высшего достоинства ожидали от спортсменов и на Играх в Пекине[20].
- Вячеслав Фетисов, глава Федерального агентства по физической культуре и спорту. Вопрос: „С вашей точки зрения, то, что происходило со сборной России во всех видах спорта в первую неделю Игр — это провал?“. Ответ: „Да. И причины в основном лежат в области психологии. Слишком большое давление оказывается нынче на спортсменов. Много помпезности. Чиновники накануне Олимпиады только и делали, что раздавали громкие заявления. Но делали это не в интересах дела, а ради саморекламы. Да и разговоры о призовых спокойствия ребятам не добавляли…“[21]

## Состав сборной России

### Академическая гребля
В следующий раунд из каждого заезда проходили несколько лучших экипажей (в зависимости от дисциплины). В финал A выходили 6 сильнейших экипажей, остальные разыгрывали места в утешительных финалах B-F.
Мужчины
| Спортсмены                        | Дисциплина    | Предварительный заезд | Предварительный заезд | Предварительный заезд | Отборочный заезд | Отборочный заезд | Отборочный заезд | Четвертьфинал | Четвертьфинал | Четвертьфинал | Полуфинал | Полуфинал | Полуфинал | Финал   | Финал   | Итоговое место |
| Спортсмены                        | Дисциплина    | Заезд                 | Время                 | Место                 | Заезд            | Время            | Место            | Заезд         | Время         | Место         | Заезд     | Время     | Место     | Время   | Место   | Итоговое место |
| --------------------------------- | ------------- | --------------------- | --------------------- | --------------------- | ---------------- | ---------------- | ---------------- | ------------- | ------------- | ------------- | --------- | --------- | --------- | ------- | ------- | -------------- |
| Александр Корнилов Алексей Свирин | двойки парные | 2                     | 6:44,46               | 4                     | 1                | 6:23,52          | 1 Q              | не проводится | не проводится | не проводится | 2         | 6:27,75   | 5 QB      | Финал B | Финал B | 11             |
| Александр Корнилов Алексей Свирин | двойки парные | 2                     | 6:44,46               | 4                     | 1                | 6:23,52          | 1 Q              | не проводится | не проводится | не проводится | 6:49,84   | 6:27,75   | 5 QB      | 5       |         | 11             |

| Спортсмены                                                   | Соревнование    | Отборочные гонки | Отборочные гонки | Дополнительная гонка | Дополнительная гонка | Полуфинал | Полуфинал | Финал    | Финал     | Финал | Итоговое место |
| Спортсмены                                                   | Соревнование    | Результат        | Место            | Результат            | Место                | Результат | Место     | Название | Результат | Место | Итоговое место |
| ------------------------------------------------------------ | --------------- | ---------------- | ---------------- | -------------------- | -------------------- | --------- | --------- | -------- | --------- | ----- | -------------- |
| Сергей Федоровцев Никита Моргачёв Игорь Салов Николай Спинёв | парные четвёрки | 5:39,18          | 3                |                      |                      | 5:59,56   | 5         | B        | 5:46,17   | 1     | 7              |

Женщины
| Спортсмены                                                | Соревнование    | Отборочные гонки | Отборочные гонки | Дополнительная гонка | Дополнительная гонка | Финал    | Финал     | Финал | Итоговое место |
| Спортсмены                                                | Соревнование    | Результат        | Место            | Результат            | Место                | Название | Результат | Место | Итоговое место |
| --------------------------------------------------------- | --------------- | ---------------- | ---------------- | -------------------- | -------------------- | -------- | --------- | ----- | -------------- |
| Юлия Калиновская Оксана Дороднова Юлия Левина Лариса Мерк | парные четвёрки | 6:26,21          | 4                | 6:51,14              | 6                    | B        | 6:28,10   | 1     | 7              |

### Бадминтон
Спортсменов — 2
Мужчины
| Станислав Пухов | одиночный разряд |  | Кястутис Навицкас (LTU) П 12-21, 17-21 | Закончил выступление |

Женщины
| Элла Диль | одиночный разряд | Саина Неваль (IND) П 9-21, 8-21 | Закончила выступление |

### Баскетбол
Спортсменов — 24
Мужчины
| Состав                      | Состав | Состав               | Состав                  | Состав | Состав                    |
| Позиция                     | №      | Имя                  | Возраст и дата рождения | Рост   | Клуб                      |
| --------------------------- | ------ | -------------------- | ----------------------- | ------ | ------------------------- |
| Ф                           | 4      | Андрей Воронцевич    | 21 — 17 июля 1987       | 2,03 м | ЦСКА (Москва)             |
| РЗ                          | 5      | Джон Роберт Холден   | 31 — 10 августа 1976    | 1,85 м | ЦСКА (Москва)             |
| З                           | 6      | Сергей Быков         | 25 — 26 февраля 1983    | 1,91 м | Динамо (Москва)           |
| Ф                           | 7      | Андрей Кириленко (к) | 27 — 18 февраля 1981    | 2,08 м | Юта Джаз                  |
| Ц                           | 8      | Никита Моргунов      | 33 — 29 июня 1975       | 2,11 м | Локомотив-Ростов          |
| РЗ                          | 9      | Пётр Самойленко      | 31 — 7 февраля 1977     | 1,88 м | Динамо (Москва)           |
| Ф                           | 10     | Виктор Хряпа         | 25 — 3 августа 1982     | 2,06 м | ЦСКА (Москва)             |
| АЗ                          | 11     | Захар Пашутин        | 34 — 3 мая 1974         | 1,96 м | Спартак (Санкт-Петербург) |
| ЛФ                          | 12     | Сергей Моня          | 25 — 15 апреля 1983     | 2,03 м | Динамо (Москва)           |
| АЗ                          | 13     | Виталий Фридзон      | 22 — 14 октября 1985    | 1,96 м | Химки                     |
| Ц                           | 14     | Алексей Саврасенко   | 29 — 28 февраля 1979    | 2,16 м | ЦСКА (Москва)             |
| ЛФ                          | 15     | Виктор Кейру         | 24 — 31 января 1984     | 2,01 м | ЦСКА (Москва)             |
| Главный тренер: Дэвид Блатт |        |                      |                         |        |                           |

Групповой этап
| Место | Команда   | В | П | МЗ  | МП  | МР   | Очки |
| ----- | --------- | - | - | --- | --- | ---- | ---- |
| 1     | Литва     | 4 | 1 | 425 | 400 | +25  | 9    |
| 2     | Аргентина | 4 | 1 | 425 | 361 | +64  | 9    |
| 3     | Хорватия  | 3 | 2 | 399 | 380 | +19  | 8    |
| 4     | Австралия | 3 | 2 | 457 | 405 | +52  | 8    |
| 5     | Россия    | 1 | 4 | 387 | 406 | −19  | 6    |
| 6     | Иран      | 0 | 5 | 323 | 464 | −141 | 5    |

| 10 августа 2008 09:00 (UTC+8) | Отчёт | Россия                   | 71 : 49  | Иран                    | Олимпийский баскетбольный дворец Пекина Зрителей: 11 083 Судьи: Николаос Пицилкас |
| 10 августа 2008 09:00 (UTC+8) | Отчёт | 24:5, 14:17, 8:16, 25:11 |          |                         | Олимпийский баскетбольный дворец Пекина Зрителей: 11 083 Судьи: Николаос Пицилкас |
| 10 августа 2008 09:00 (UTC+8) | Отчёт | Джон Роберт Холден 19    | Очки     | Самад Никхах Бахрами 16 | Олимпийский баскетбольный дворец Пекина Зрителей: 11 083 Судьи: Николаос Пицилкас |
| 10 августа 2008 09:00 (UTC+8) | Отчёт | Сергей Моня 6            | Подборы  | Хамед Хаддади 8         | Олимпийский баскетбольный дворец Пекина Зрителей: 11 083 Судьи: Николаос Пицилкас |
| 10 августа 2008 09:00 (UTC+8) | Отчёт | Алексей Саврасенко 4     | Передачи | Мехди Камрани 3         | Олимпийский баскетбольный дворец Пекина Зрителей: 11 083 Судьи: Николаос Пицилкас |

| 12 августа 2008 11:15 (UTC+8) | Отчёт | Хорватия                         | 85 : 78  | Россия                           | Олимпийский баскетбольный дворец Пекина Зрителей: 11 083 Судьи: Николаос Завланос |
| 12 августа 2008 11:15 (UTC+8) | Отчёт | 16:17, 26:19, 18:15, 25:27       |          |                                  | Олимпийский баскетбольный дворец Пекина Зрителей: 11 083 Судьи: Николаос Завланос |
| 12 августа 2008 11:15 (UTC+8) | Отчёт | Марко Попович 22                 | Очки     | Андрей Кириленко 18              | Олимпийский баскетбольный дворец Пекина Зрителей: 11 083 Судьи: Николаос Завланос |
| 12 августа 2008 11:15 (UTC+8) | Отчёт | Станко Барач 7                   | Подборы  | Андрей Кириленко 6               | Олимпийский баскетбольный дворец Пекина Зрителей: 11 083 Судьи: Николаос Завланос |
| 12 августа 2008 11:15 (UTC+8) | Отчёт | Марко Попович, Крешимир Лончар 3 | Передачи | Андрей Кириленко, Сергей Быков 3 | Олимпийский баскетбольный дворец Пекина Зрителей: 11 083 Судьи: Николаос Завланос |

| 14 августа 2008 16:45 (UTC+8) | Отчёт | Литва                      | 86 : 79  | Россия                | Олимпийский баскетбольный дворец Пекина Зрителей: 11 083 Судьи: Николаос Пицилкас |
| 14 августа 2008 16:45 (UTC+8) | Отчёт | 23:24, 21:17, 25:21, 17:17 |          |                       | Олимпийский баскетбольный дворец Пекина Зрителей: 11 083 Судьи: Николаос Пицилкас |
| 14 августа 2008 16:45 (UTC+8) | Отчёт | Римантас Каукенас 20       | Очки     | Джон Роберт Холден 25 | Олимпийский баскетбольный дворец Пекина Зрителей: 11 083 Судьи: Николаос Пицилкас |
| 14 августа 2008 16:45 (UTC+8) | Отчёт | Линас Клейза 11            | Подборы  | Андрей Кириленко 9    | Олимпийский баскетбольный дворец Пекина Зрителей: 11 083 Судьи: Николаос Пицилкас |
| 14 августа 2008 16:45 (UTC+8) | Отчёт | Шарунас Ясикявичюс 5       | Передачи | Виктор Хряпа 8        | Олимпийский баскетбольный дворец Пекина Зрителей: 11 083 Судьи: Николаос Пицилкас |

| 16 августа 2008 11:15 (UTC+8) | Отчёт | Россия                     | 80 : 95  | Австралия                     | Олимпийский баскетбольный дворец Пекина Зрителей: 11 083 Судьи: Карл Юнгебранд |
| 16 августа 2008 11:15 (UTC+8) | Отчёт | 16:27, 17:22, 22:20, 25:26 |          |                               | Олимпийский баскетбольный дворец Пекина Зрителей: 11 083 Судьи: Карл Юнгебранд |
| 16 августа 2008 11:15 (UTC+8) | Отчёт | Виктор Хряпа 21            | Очки     | Эндрю Богут, Сиджей Братон 22 | Олимпийский баскетбольный дворец Пекина Зрителей: 11 083 Судьи: Карл Юнгебранд |
| 16 августа 2008 11:15 (UTC+8) | Отчёт | Виктор Хряпа 9             | Подборы  | Эндрю Богут 8                 | Олимпийский баскетбольный дворец Пекина Зрителей: 11 083 Судьи: Карл Юнгебранд |
| 16 августа 2008 11:15 (UTC+8) | Отчёт | Джон Роберт Холден 6       | Передачи | Сиджей Братон 6               | Олимпийский баскетбольный дворец Пекина Зрителей: 11 083 Судьи: Карл Юнгебранд |

| 18 августа 2008 22:15 (UTC+8) | Отчёт | Аргентина                  | 91 : 79  | Россия               | Олимпийский баскетбольный дворец Пекина Зрителей: 11 083 Судьи: Николаос Завланос |
| 18 августа 2008 22:15 (UTC+8) | Отчёт | 27:16, 18:23, 27:25, 19:15 |          |                      | Олимпийский баскетбольный дворец Пекина Зрителей: 11 083 Судьи: Николаос Завланос |
| 18 августа 2008 22:15 (UTC+8) | Отчёт | Луис Скола 37              | Очки     | Андрей Кириленко 23  | Олимпийский баскетбольный дворец Пекина Зрителей: 11 083 Судьи: Николаос Завланос |
| 18 августа 2008 22:15 (UTC+8) | Отчёт | Андрес Носиони 9           | Подборы  | Андрей Кириленко 9   | Олимпийский баскетбольный дворец Пекина Зрителей: 11 083 Судьи: Николаос Завланос |
| 18 августа 2008 22:15 (UTC+8) | Отчёт | Пабло Приджиони 10         | Передачи | Джон Роберт Холден 5 | Олимпийский баскетбольный дворец Пекина Зрителей: 11 083 Судьи: Николаос Завланос |

Итоговое место — 9
Женщины
| Состав                       | Состав | Состав                | Состав                  | Состав | Состав                   |
| Позиция                      | №      | Имя                   | Возраст и дата рождения | Рост   | Клуб                     |
| ---------------------------- | ------ | --------------------- | ----------------------- | ------ | ------------------------ |
| Ф/Ц                          | 4      | Марина Кузина         | 23 — 19 июня 1985       | 1,96 м | УГМК                     |
| РЗ                           | 5      | Оксана Рахматулина    | 31 — 7 декабря 1976     | 1,80 м | УГМК                     |
| Ф                            | 6      | Наталья Водопьянова   | 27 — 4 июня 1981        | 1,91 м | УГМК                     |
| РЗ                           | 7      | Бекки Хаммон          | 31 — 11 марта 1977      | 1,68 м | Сан-Антонио Силвер Старз |
| АЗ                           | 8      | Марина Карпунина      | 24 — 21 марта 1984      | 1,75 м | Спартак                  |
| ТФ                           | 9      | Татьяна Щёголева      | 26 — 9 февраля 1982     | 1,95 м | Спартак                  |
| АЗ                           | 10     | Илона Корстин         | 28 — 30 мая 1980        | 1,83 м | ЦСКА                     |
| Ц                            | 11     | Мария Степанова       | 29 — 23 февраля 1979    | 2,03 м | ЦСКА                     |
| Ц                            | 12     | Екатерина Лисина      | 20 — 15 октября 1987    | 2,03 м | ЦСКА                     |
| Ф                            | 13     | Ирина Соколовская (к) | 25 — 3 января 1983      | 1,85 м | ЦСКА                     |
| АЗ                           | 14     | Светлана Абросимова   | 28 — 9 июня 1980        | 1,88 м | УГМК                     |
| Ф/Ц                          | 15     | Ирина Осипова         | 27 — 25 июня 1981       | 1,96 м | Спартак                  |
| Главный тренер: Игорь Грудин |        |                       |                         |        |                          |

Групповой этап
| Место | Команда          | В | П | МЗ  | МП  | МР   | Очки |
| ----- | ---------------- | - | - | --- | --- | ---- | ---- |
| 1     | Австралия        | 5 | 0 | 425 | 318 | +107 | 10   |
| 2     | Россия           | 4 | 1 | 339 | 333 | +6   | 9    |
| 3     | Беларусь         | 2 | 3 | 324 | 333 | −9   | 7    |
| 4     | Республика Корея | 2 | 3 | 327 | 360 | −33  | 7    |
| 5     | Бразилия         | 1 | 4 | 337 | 354 | −17  | 6    |
| 6     | Латвия           | 1 | 4 | 334 | 338 | −54  | 6    |

| 9 августа 2008 22:15 (UTC+8) | Отчёт | Латвия                      | 57 : 62  | Россия                                | Олимпийский баскетбольный дворец Пекина Зрителей: 11 083 Судьи: Пабло Эстевес |
| 9 августа 2008 22:15 (UTC+8) | Отчёт | 7:14, 24:15, 17:12, 9:21    |          |                                       | Олимпийский баскетбольный дворец Пекина Зрителей: 11 083 Судьи: Пабло Эстевес |
| 9 августа 2008 22:15 (UTC+8) | Отчёт | Лиене Янсоне 24             | Очки     | Татьяна Щёголева, Илона Корстин по 12 | Олимпийский баскетбольный дворец Пекина Зрителей: 11 083 Судьи: Пабло Эстевес |
| 9 августа 2008 22:15 (UTC+8) | Отчёт | Зане Тамане, Иева Кублиня 6 | Подборы  | Татьяна Щёголева 12                   | Олимпийский баскетбольный дворец Пекина Зрителей: 11 083 Судьи: Пабло Эстевес |
| 9 августа 2008 22:15 (UTC+8) | Отчёт | Анете Екабсоне-Жогота 6     | Передачи | Оксана Рахматулина 5                  | Олимпийский баскетбольный дворец Пекина Зрителей: 11 083 Судьи: Пабло Эстевес |

| 11 августа 2008 14:30 (UTC+8) | Отчёт | Республика Корея           | 72 : 77  | Россия                                | Олимпийский баскетбольный дворец Пекина Зрителей: 11 083 Судьи: Петр Судек |
| 11 августа 2008 14:30 (UTC+8) | Отчёт | 15:24, 20:13, 24:21, 13:19 |          |                                       | Олимпийский баскетбольный дворец Пекина Зрителей: 11 083 Судьи: Петр Судек |
| 11 августа 2008 14:30 (UTC+8) | Отчёт | Чхве Юн-в 13               | Очки     | Татьяна Щёголева, Илона Корстин по 13 | Олимпийский баскетбольный дворец Пекина Зрителей: 11 083 Судьи: Петр Судек |
| 11 августа 2008 14:30 (UTC+8) | Отчёт | Син Джонджа 3              | Подборы  | Ирина Осипова 9                       | Олимпийский баскетбольный дворец Пекина Зрителей: 11 083 Судьи: Петр Судек |
| 11 августа 2008 14:30 (UTC+8) | Отчёт | Чон Сонмин 6               | Передачи | Оксана Рахматулина 5                  | Олимпийский баскетбольный дворец Пекина Зрителей: 11 083 Судьи: Петр Судек |

| 13 августа 2008 09:00 (UTC+8) | Отчёт | Беларусь                      | 65 : 71  | Россия                 | Олимпийский баскетбольный дворец Пекина Зрителей: 11 083 Судьи: Эдди Раш |
| 13 августа 2008 09:00 (UTC+8) | Отчёт | 19 : 20, 8 : 15, 13:17, 15:19 |          |                        | Олимпийский баскетбольный дворец Пекина Зрителей: 11 083 Судьи: Эдди Раш |
| 13 августа 2008 09:00 (UTC+8) | Отчёт | Наталья Марченко 16           | Очки     | Мария Степанова 13     | Олимпийский баскетбольный дворец Пекина Зрителей: 11 083 Судьи: Эдди Раш |
| 13 августа 2008 09:00 (UTC+8) | Отчёт | Елена Левченко 12             | Подборы  | Светлана Абросимова 10 | Олимпийский баскетбольный дворец Пекина Зрителей: 11 083 Судьи: Эдди Раш |
| 13 августа 2008 09:00 (UTC+8) | Отчёт | Елена Левченко 4              | Передачи | Илона Корстин 2        | Олимпийский баскетбольный дворец Пекина Зрителей: 11 083 Судьи: Эдди Раш |

| 15 августа 2008 14:30 (UTC+8) | Отчёт | Россия                    | 74 : 64  | Бразилия                | Олимпийский баскетбольный дворец Пекина Зрителей: 11 083 Судьи: Луиджи Ламоника |
| 15 августа 2008 14:30 (UTC+8) | Отчёт | 21:26, 14:15, 19:15, 20:8 |          |                         | Олимпийский баскетбольный дворец Пекина Зрителей: 11 083 Судьи: Луиджи Ламоника |
| 15 августа 2008 14:30 (UTC+8) | Отчёт | Татьяна Щёголева 14       | Очки     | Адриана Моисес Пинто 21 | Олимпийский баскетбольный дворец Пекина Зрителей: 11 083 Судьи: Луиджи Ламоника |
| 15 августа 2008 14:30 (UTC+8) | Отчёт | Илона Корстин 10          | Подборы  | Соэли Карван Закшески 5 | Олимпийский баскетбольный дворец Пекина Зрителей: 11 083 Судьи: Луиджи Ламоника |
| 15 августа 2008 14:30 (UTC+8) | Отчёт | Илона Корстин 5           | Передачи | Адриана Моисес Пинто 6  | Олимпийский баскетбольный дворец Пекина Зрителей: 11 083 Судьи: Луиджи Ламоника |

| 17 августа 2008 11:15 (UTC+8) | Отчёт | Австралия                       | 75 : 55  | Россия                               | Олимпийский баскетбольный дворец Пекина Зрителей: 11 083 Судьи: Пабло Эстевес |
| 17 августа 2008 11:15 (UTC+8) | Отчёт | 15:19, 10:18, 30:10, 20:8       |          |                                      | Олимпийский баскетбольный дворец Пекина Зрителей: 11 083 Судьи: Пабло Эстевес |
| 17 августа 2008 11:15 (UTC+8) | Отчёт | Белинда Снелл, Лорен Джексон 16 | Очки     | Бекки Хаммон 20                      | Олимпийский баскетбольный дворец Пекина Зрителей: 11 083 Судьи: Пабло Эстевес |
| 17 августа 2008 11:15 (UTC+8) | Отчёт | Лорен Джексон 14                | Подборы  | Ирина Осипова, Светлана Абросимова 9 | Олимпийский баскетбольный дворец Пекина Зрителей: 11 083 Судьи: Пабло Эстевес |
| 17 августа 2008 11:15 (UTC+8) | Отчёт | Кристи Херроуэр 7               | Передачи | Марина Карпунина 2                   | Олимпийский баскетбольный дворец Пекина Зрителей: 11 083 Судьи: Пабло Эстевес |

Четвертьфинал
| 19 августа 2008 22:15 | Отчёт | Россия                     | 84 : 65  | Испания                                      | Олимпийский баскетбольный дворец Пекина Зрителей: 11 083 Судьи: Илья Белошевич |
| 19 августа 2008 22:15 | Отчёт | 10:21, 22:19, 24:15, 28:10 |          |                                              | Олимпийский баскетбольный дворец Пекина Зрителей: 11 083 Судьи: Илья Белошевич |
| 19 августа 2008 22:15 | Отчёт | Татьяна Щёголева 19        | Очки     | Амайя Вальдеморо 16                          | Олимпийский баскетбольный дворец Пекина Зрителей: 11 083 Судьи: Илья Белошевич |
| 19 августа 2008 22:15 | Отчёт | Мария Степанова 10         | Подборы  | Мария-Лусия Паскуа 6                         | Олимпийский баскетбольный дворец Пекина Зрителей: 11 083 Судьи: Илья Белошевич |
| 19 августа 2008 22:15 | Отчёт | Оксана Рахматулина 4       | Передачи | Альба Торренс, Лая Палау, Амайя Вальдеморо 1 | Олимпийский баскетбольный дворец Пекина Зрителей: 11 083 Судьи: Илья Белошевич |

Полуфинал
| 21 августа 2008 20:00 | Отчёт | США                       | 67 : 52  | Россия             | Олимпийский баскетбольный дворец Пекина Зрителей: 11 083 Судьи: Кристиану Марахнью |
| 21 августа 2008 20:00 | Отчёт | 13:16, 20:16, 15:8, 19:12 |          |                    | Олимпийский баскетбольный дворец Пекина Зрителей: 11 083 Судьи: Кристиану Марахнью |
| 21 августа 2008 20:00 | Отчёт | Дайана Таурази 21         | Очки     | Мария Степанова 14 | Олимпийский баскетбольный дворец Пекина Зрителей: 11 083 Судьи: Кристиану Марахнью |
| 21 августа 2008 20:00 | Отчёт | Сильвия Фаулз 10          | Подборы  | Илона Корстин 8    | Олимпийский баскетбольный дворец Пекина Зрителей: 11 083 Судьи: Кристиану Марахнью |
| 21 августа 2008 20:00 | Отчёт | Кэти Смит 3               | Передачи | 6 игроков по 1     | Олимпийский баскетбольный дворец Пекина Зрителей: 11 083 Судьи: Кристиану Марахнью |

Матч за третье место
| 23 августа 2008 19:30 | Отчёт | Россия                     | 94 : 81  | Китай                   | Олимпийский баскетбольный дворец Пекина Зрителей: 11 083 Судьи: Скотт Батлер |
| 23 августа 2008 19:30 | Отчёт | 24:23, 28:16, 20:18, 22:24 |          |                         | Олимпийский баскетбольный дворец Пекина Зрителей: 11 083 Судьи: Скотт Батлер |
| 23 августа 2008 19:30 | Отчёт | Бекки Хэммон 22            | Очки     | Чэнь Нань 26            | Олимпийский баскетбольный дворец Пекина Зрителей: 11 083 Судьи: Скотт Батлер |
| 23 августа 2008 19:30 | Отчёт | Мария Степанова 9          | Подборы  | Бянь Лань, Суй Фэйфэй 6 | Олимпийский баскетбольный дворец Пекина Зрителей: 11 083 Судьи: Скотт Батлер |
| 23 августа 2008 19:30 | Отчёт | Марина Карпунина 5         | Передачи | Сун Сяоюнь 7            | Олимпийский баскетбольный дворец Пекина Зрителей: 11 083 Судьи: Скотт Батлер |

Итоговое место — 3

### Бокс
Спортсменов — 11
От России на Олимпийские игры квалифицировалось 11 спортсменов. Россия единственная страна, представленная во всех весовых категориях. Девять боксёров прошли отбор на чемпионате мира 2007 года, а Айрапетян и Баланов квалифицировались на отборочных турнирах.
Главный тренер: Александр Лебзяк.
| Спортсмен         | Категория   | 1/32                                            | 1/16                                         | Четвертьфиналы                                       | Полуфиналы                                 | Финал                                | Место |
| Спортсмен         | Категория   | Соперник Результат                              | Соперник Результат                           | Соперник Результат                                   | Соперник Результат                         | Соперник Результат                   | Место |
| ----------------- | ----------- | ----------------------------------------------- | -------------------------------------------- | ---------------------------------------------------- | ------------------------------------------ | ------------------------------------ | ----- |
| Давид Айрапетян   | до 48 кг    | Георгий Чигаев (UKR) Пор. 11:13 13 августа      | Завершил выступление                         | Завершил выступление                                 | Завершил выступление                       | Завершил выступление                 |       |
| Георгий Балакшин  | до 51 кг    |                                                 | Мират Сарсембаев (KAZ) Поб. 13:4 16 августа  | Джитендер Кумар (IND) Поб. 15:11 20 августа          | Андри Лаффита (CUB) Пор. 8:9 22 августа    |                                      |       |
| Сергей Водопьянов | до 54 кг    | Макджо Арройо (PUR) Поб. 10:5 12 августа        | Ахил Кумар (IND) Пор. 9:10 15 августа        | Завершил выступление                                 |                                            |                                      |       |
| Альберт Селимов   | до 57 кг    | Василий Ломаченко (UKR) Пор. 7:14 11 августа    | Завершил выступление                         | Завершил выступление                                 | Завершил выступление                       | Завершил выступление                 |       |
| Алексей Тищенко   | до 60 кг    | Сайфеддин Нежмауи (TUN) Поб. 10:2 11 августа    | Энтони Литтл (AUS) Поб. 11:3 15 августа      | Дарлейс Перес (COL) Поб. 13:5 19 августа             | Грачик Джавахян (ARM) Поб. 10:5 22 августа | Дауда Сов (FRA) Поб. 11:9 24 августа |       |
| Геннадий Ковалёв  | до 64 кг    | Цюн Маймайтитуэрсунь (CHN) Поб. 15:8 10 августа | Ришарно Колен (MRI) Поб. 11:2 14 августа     | Рониэль Иглесиас Сотолонго (CUB) Пор. 2:5 17 августа | Завершил выступление                       | Завершил выступление                 |       |
| Андрей Баланов    | до 69 кг    | Муджанджае Касуто (NAM) Поб. 8:5 10 августа     | Деметриус Андраде (USA) Пор. 3:14 14 августа | Завершил выступление                                 | Завершил выступление                       | Завершил выступление                 |       |
| Матвей Коробов    | до 75 кг    | Наим Тербунья (SWE) Поб. 18:6 9 августа         | Бахтияр Артаев (KAZ) Пор. 7:10 16 августа    | Завершил выступление                                 | Завершил выступление                       | Завершил выступление                 |       |
| Артур Бетербиев   | до 81 кг    | Кеннеди Катенде (SWE) Поб. 15:3 9 августа       | Чжан Сяопин (CHN) Пор. 2:8 14 августа        | Завершил выступление                                 | Завершил выступление                       | Завершил выступление                 |       |
| Рахим Чахкиев     | до 91 кг    |                                                 | Али Мазахери (IRI) Поб. 7:3 13 августа       | Дж. М’Бумба (FRA) Поб. 18:9 17 августа               | Осмай Акоста (CUB) Поб. 10:5 22 августа    | К. Руссо (ITA) Поб. 4:2 23 августа   |       |
| Ислам Тимурзиев   | свыше 91 кг |                                                 | Д. Прайс (GBR) Пор. RSC 13 августа           | Завершил выступление                                 | Завершил выступление                       | Завершил выступление                 |       |

### Борьба
Спортсменов — 18
Мужчины, вольная борьба
| Спортсмен        | Категория | Квалификация                     | 1/8                                   | Четвертьфиналы                   | Полуфиналы                         | Доп. раунд 1                     | Доп. раунд 2       | Финал                            | Место |
| Спортсмен        | Категория | Соперник Результат               | Соперник Результат                    | Соперник Результат               | Соперник Результат                 | Соперник Результат               | Соперник Результат | Соперник Результат               | Место |
| ---------------- | --------- | -------------------------------- | ------------------------------------- | -------------------------------- | ---------------------------------- | -------------------------------- | ------------------ | -------------------------------- | ----- |
| Бесик Кудухов    | до 55 кг  |                                  | Баяраагийн Наранбаатар (MON) поб. 2:0 | Аббас Даббагхи (IRI) поб. 7:0    | Томохиро Мацунага (JAP) пор. 0:8   | Дильшод Мансуров (UZB) поб. 3:0  |                    |                                  |       |
| Мавлет Батиров   | до 60 кг  | Зелимхан Хусейнов (AZE) поб. 2:0 | Яндро Кинтана (CUB) поб. 6:1          | Мурад Рамазанов (MAK) поб. 3:0   | Морад Мохаммади (IRI) поб. 2:0     |                                  |                    | Василий Федоришин (UKR) поб. 3:1 |       |
| Ирбек Фарниев    | до 66 кг  | Сурен Маркосян (ARM) поб. 7:1    | Бацорик Буйанджав (MON) поб. 5:3      | Леонид Спиридонов (KAZ) пор. 2:3 | Завершил выступление               |                                  |                    |                                  |       |
| Бувайсар Сайтиев | до 74 кг  | Бун-Ван Чо (KOR) поб. 8:2        | Ахмет Гулхан (TUR) поб. 5:0           | Иван Фундора (CUB) поб. 4:1      | Кирил Терзиев (BUL) поб. 8:0       |                                  |                    | Сослан Тигиев (UZB) поб. 4:2     |       |
| Георгий Кетоев   | до 84 кг  | Ван Ин (CHN) поб. 5:4            | Заурбек Сохиев (UZB) поб. 9:2         | Новруз Темрезов (AZE) поб. 4:4   | Реваз Миндорашвили (GEO) пор. 5:11 | Давид Бичинашвили (GER) поб. 5:4 |                    |                                  |       |
| Ширвани Мурадов  | до 96 кг  |                                  | Георгий Тибилов (UKR) поб. 2:1        | Кок Хакан (TUR) поб. 3:0         | Хетаг Гайсумов (AZE) поб. 3:1      |                                  |                    | Таймураз Тигиев (KAZ) поб. 2:0   |       |
| Бахтияр Ахмедов  | до 120 кг | Божидар Бояджиев (BUL) поб. 4:0  | Фардин Масуми (IRI) поб. 4:0          | Стив Мокко (USA) поб. 3:1        | Марид Муталимов (KAZ) поб. 7:0     |                                  |                    | Артур Таймазов (UZB) пор. 0:4    |       |

Вольная борьба, женщины
| Спортсменка       | Категория | Квалификация       | 1/8                            | Четвертьфиналы              | Полуфиналы                      | Доп. раунд 1       | Доп. раунд 2       | Финал                    | Место |
| Спортсменка       | Категория | Соперник Результат | Соперник Результат             | Соперник Результат          | Соперник Результат              | Соперник Результат | Соперник Результат | Соперник Результат       | Место |
| ----------------- | --------- | ------------------ | ------------------------------ | --------------------------- | ------------------------------- | ------------------ | ------------------ | ------------------------ | ----- |
| Замира Рахманова  | до 48 кг  |                    | Ванесса Бубрием (FRA) пор. 3:6 | Завершила выступление       |                                 |                    |                    |                          |       |
| Наталья Гольц     | до 55 кг  |                    | Елена Комарова (AZE) поб. 5:0  | Саори Ёсида (JAP) пор. 1:6  | Завершила выступление           |                    |                    |                          |       |
| Алёна Карташова   | до 63 кг  |                    | Елена Шалыгина (KAZ) поб. 4:0  | Элина Васева (BUL) поб. 8:1 | Лиз Жулье-Легран (FRA) поб. 9:3 |                    |                    | Каори Итё (JAP) пор. 0:3 |       |
| Елена Перепёлкина | до 72 кг  |                    | Кёко Хамагути (JAP) пор. 1:2   | Завершила выступление       |                                 |                    |                    |                          |       |

Греко-римская борьба
| Спортсмен           | Категория | Квалификация                  | 1/8                              | Четвертьфиналы                     | Полуфиналы                       | Доп. раунд 1       | Доп. раунд 2       | Финал                              | Место |
| Спортсмен           | Категория | Соперник Результат            | Соперник Результат               | Соперник Результат                 | Соперник Результат               | Соперник Результат | Соперник Результат | Соперник Результат                 | Место |
| ------------------- | --------- | ----------------------------- | -------------------------------- | ---------------------------------- | -------------------------------- | ------------------ | ------------------ | ---------------------------------- | ----- |
| Назир Манкиев       | до 55 кг  | Ильдар Хафизов (UZB) поб. 6:1 | Кристиан Фрис (SRB) поб. 9:0     | Хамид Сориан (IRI) поб. 4:4        | Пак Ынчхоль (KOR) поб. 9:2       |                    |                    | Ровшан Байрамов (AZE) поб. 6:5     |       |
| Ислам-Бека Альбиев  | до 60 кг  |                               | Сонер Суку (TUR) поб. 12:0       | Роберто Монсон (CUB) поб. 8:0      | Руслан Тюменбаев (KGZ) поб. 10:0 |                    |                    | Виталий Рахимов (AZE) поб. 6:0     |       |
| Сергей Коваленко    | до 66 кг  |                               | Мохамед Серир (ALG) поб. 12:0    | Николай Гергов (BUL) пор. 8:10     | Завершил выступление             |                    |                    |                                    |       |
| Вартерес Самургашев | до 74 кг  | Марк Мадсен (DEN) поб. 7:1    | Ильгар Абдулов (AZE) пор. 1:3    | Завершил выступление               |                                  |                    |                    |                                    |       |
| Алексей Мишин       | до 84 кг  |                               | Андрей Самохин (KAZ) поб. 5:1    | Андреа Мингуцци (ITA) пор. 3:5     | Завершил выступление             |                    |                    |                                    |       |
| Асланбек Хуштов     | до 96 кг  | Асет Мамбетов (KAZ) поб. 10:0 | Диагоро Тимончини (ITA) поб. 8:0 | Миндаугас Езерскис (LTU) поб. 9:0  | Марек Швец (CZE) поб. туше       |                    |                    | Мирко Энглих (GER) поб. 9:0        |       |
| Хасан Бароев        | до 120 кг |                               | Масуд Хашем-Заде (IRI) поб. 8:0  | Миндаугас Мизгайтис (LTU) поб. 5:1 | Янник Штепаняк (FRA) поб. 3:2    |                    |                    | Михаин Лопес Нуньес (CUB) пор. 1:6 |       |

### Велоспорт

#### Маунтинбайк
Всего спортсменов — 3
Мужчины
| Спортсмен     | Соревнование | Время                 | Место |
| ------------- | ------------ | --------------------- | ----- |
| Юрий Трофимов | кросс-кантри | Отставание на 2 круга | 41    |

Женщины
| Спортсменка      | Соревнование | Время                 | Место |
| ---------------- | ------------ | --------------------- | ----- |
| Вера Андреева    | кросс-кантри | Отставание на 2 круга | 23    |
| Ирина Калентьева | кросс-кантри | 1:46:28               |       |

#### Шоссейный велоспорт
Всего спортсменов — 8
Мужчины
| Спортсмен          | Соревнование               | Время          | Место          |
| ------------------ | -------------------------- | -------------- | -------------- |
| Владимир Карпец    | групповая гонка            | 6:24:59        | 18             |
| Денис Меньшов      | групповая гонка            | 6:34:26        | 59             |
| Сергей Иванов      | групповая гонка            | 6:39:42        | 77             |
| Александр Колобнев | групповая гонка            | 6:23:49        |                |
| Владимир Ефимкин   | групповая гонка            | Не финишировал | Не финишировал |
| Владимир Карпец    | гонка с раздельным стартом | 1:05:52,38     | 17             |
| Денис Меньшов      | гонка с раздельным стартом | 1:06:10,54     | 19             |

Женщины
| Спортсменка           | Соревнование               | Время    | Место |
| --------------------- | -------------------------- | -------- | ----- |
| Наталья Боярская      | групповая гонка            | 3:33:45  | 40    |
| Александра Бурченкова | групповая гонка            | 3:36:32  | 43    |
| Юлия Мартисова        | групповая гонка            | 3:32:45  | 12    |
| Наталья Боярская      | гонка с раздельным стартом | 37:14,65 | 16    |

#### Трековый велоспорт
Спортсменов — 11
Спринт
| Спортсмен                                      | Соревнование             | Квалификация  | Квалификация | 1/16                | 1/16 доп. гонка                        | 1/16 доп. гонка | 1/8            | 1/8 доп. гонка | 1/8 доп. гонка                                         | Четвертьфиналы | Полуфиналы     | Финал     | Финал          | Финал     | Итоговое место |
| Спортсмен                                      | Соревнование             | Время         | Место        | Соперник Время      | Время                                  | Место           | Соперник Время | Время          | Место                                                  | Соперник Время | Соперник Время | Название  | Соперник Время | Место     | Итоговое место |
| ---------------------------------------------- | ------------------------ | ------------- | ------------ | ------------------- | -------------------------------------- | --------------- | -------------- | -------------- | ------------------------------------------------------ | -------------- | -------------- | --------- | -------------- | --------- | -------------- |
| Денис Дмитриев                                 | мужской спринт           | 10,565        | 18           | Крис Хой (GBR) пор. |                                        | 3               | Не прошёл      | Не прошёл      | Не прошёл                                              | Не прошёл      | Не прошёл      | Не прошёл | Не прошёл      | Не прошёл | Не прошёл      |
| Сергей Полынский Денис Дмитриев Сергей Кучеров | мужской командный спринт | 45,964        | 12           |                     |                                        |                 |                |                |                                                        | Не прошли      | Не прошли      | Не прошли | Не прошли      | Не прошли | Не прошли      |
| Светлана Гранковская                           | женский спринт           | 11.544 62.370 | 11           | Го Шуан Китай L     | Крупекайте Литва Хайгенар Нидерланды L | н/д             | Не прошла      | Не прошла      | Гуэрра Куба Хайгенар Нидерланды Цукуда Япония W 12.192 | 9              |                |           |                |           |                |

Преследование
| Спортсмен                                                                                        | Соревнование                    | Квалификация | Квалификация | 1-й раунд                          | 1-й раунд | Финалы    | Финалы                          | Финалы    |
| Спортсмен                                                                                        | Соревнование                    | Время        | Место        | Соперник Время                     | Место     | Название  | Соперник Время                  | Место     |
| ------------------------------------------------------------------------------------------------ | ------------------------------- | ------------ | ------------ | ---------------------------------- | --------- | --------- | ------------------------------- | --------- |
| Александр Серов                                                                                  | мужское преследование           | 4:23,732     | 8            | Брэдли Уиггинс (GBR) пор. 4:25,391 | 7         | Не прошёл | Не прошёл                       | Не прошёл |
| Алексей Марков                                                                                   | мужское преследование           | 4:21,498     | 3            | Антонио Таулер (SPA) поб. 4:22,308 | 4         | B         | Стивен Бёрк (GBR) пор. 4:24,149 | 4         |
| Алексей Марков Михаил Игнатьев Александр Петровский Иван Ковалёв Евгений Ковалёв Александр Серов | мужское командное преследование | 3:55,202     | 6            | Не прошли                          | Не прошли | Не прошли | Не прошли                       | Не прошли |

Кейрин
| Спортсмен        | Соревнование   | 1-й раунд | Доп. гонки | 2-й раунд | Финалы    | Финалы    | Финалы |
| Спортсмен        | Соревнование   | Место     | Место      | Место     | Название  | Место     |        |
| ---------------- | -------------- | --------- | ---------- | --------- | --------- | --------- | ------ |
| Сергей Полынский | мужской кейрин | 5         | 4          | Не прошёл | Не прошёл | Не прошёл |        |
| Денис Дмитриев   | мужской кейрин | 6         | 3          | Не прошёл | Не прошёл | Не прошёл |        |

Гонка по очкам
| Спортсмен       | Соревнование           | Очки      | Очки     | Очки  | Место |
| Спортсмен       | Соревнование           | за спринт | за круги | всего | Место |
| --------------- | ---------------------- | --------- | -------- | ----- | ----- |
| Михаил Игнатьев | мужская гонка по очкам | 4         | 0        | 4     | 17    |
| Ольга Слюсарева | женская гонка на очки  | 8         | 0        | 8     | 8     |

Мэдисон
| Спортсмен                      | Соревнование    | Очки | Круги отставания | Место |
| ------------------------------ | --------------- | ---- | ---------------- | ----- |
| Михаил Игнатьев Алексей Марков | мужской мэдисон | 6    | 0                |       |

### Водные виды спорта

#### Водное поло
Спортсменов — 13
Мужская команда
Не квалифицирована
Женская команда
Ольга Беляева, Валентина Воронцова, Алёна Вылегжанина, Надежда Глызина, Александра Карпович, Софья Конух, Екатерина Пантюлина, Екатерина Прокофьева, Евгения Проценко, Елена Смурова, Евгения Соболева, Ольга Турова, Наталья Шепелина, Главный тренер: Александр Клеймёнов

#### Плавание
Спортсменов — 35
Мужчины
| Спортсмен                                                                                        | Соревнование                             | Предварительные заплывы | Предварительные заплывы | Полуфиналы | Полуфиналы | Финал             | Финал             |           |           |
| Спортсмен                                                                                        | Соревнование                             | Результат               | Место                   | Результат  | Место      | Результат         | Место             |           |           |
| ------------------------------------------------------------------------------------------------ | ---------------------------------------- | ----------------------- | ----------------------- | ---------- | ---------- | ----------------- | ----------------- | --------- | --------- |
| Аркадий Вятчанин                                                                                 | 100 м на спине                           | 53.64                   | 2                       | 53.06 ER   | 3          | 53.18             |                   |           |           |
| Аркадий Вятчанин                                                                                 | 200 м на спине                           | 1:56.97                 | 4                       |            |            |                   |                   |           |           |
| Станислав Донец                                                                                  | 100 м на спине                           | 54.18                   | 11                      | 54.57      | 14         | Не прошёл         | Не прошёл         |           |           |
| Станислав Донец                                                                                  | 200 м на спине                           | 1:58,68                 | 14                      | 1:59,87    | 20         | Не прошёл         | Не прошёл         |           |           |
| Евгений Дратцев                                                                                  | 10 км в открытой воде                    |                         |                         |            |            | 1:52:08,9         | 5                 |           |           |
| Владимир Дятчин                                                                                  | 10 км в открытой воде                    |                         |                         |            |            | Дисквалифицирован | Дисквалифицирован |           |           |
| Данила Изотов                                                                                    | 200 м вольным стилем                     | 1:46.80                 | 7                       | 1:47.24    | 9          | Не прошёл         | Не прошёл         |           |           |
| Алексей Зиновьев                                                                                 | 200 м брассом                            | 2:16.40                 | 45                      | Не прошёл  | Не прошёл  | Не прошёл         | Не прошёл         |           |           |
| Григорий Фалько                                                                                  | 200 м брассом                            | 2:11.88                 | 23                      | Не прошёл  | Не прошёл  | Не прошёл         | Не прошёл         |           |           |
| Роман Слуднов                                                                                    | 100 м брассом                            | 1:00.20                 | 7                       | 1:00.10    | 6          | 59.87             | 6                 |           |           |
| Дмитрий Коморников                                                                               | 100 м брассом                            | 1:01.82                 | 34                      | Не прошёл  | Не прошёл  | Не прошёл         | Не прошёл         |           |           |
| Андрей Крылов                                                                                    | 400 м комплексным плаванием              | 4:14.55                 | 13                      | Не прошёл  | Не прошёл  | Не прошёл         | Не прошёл         |           |           |
| Андрей Гречин                                                                                    | 50 м вольным стилем                      | 22.20                   | 17                      | Не прошёл  | Не прошёл  | Не прошёл         | Не прошёл         |           |           |
| Андрей Гречин                                                                                    | 100 м вольным стилем                     | 48.50                   | 14                      | 48.71      | 14         | Не прошёл         | Не прошёл         |           |           |
| Евгений Лагунов                                                                                  | 50 м вольным стилем                      | 22.30                   | 21                      | Не прошёл  | Не прошёл  | Не прошёл         | Не прошёл         |           |           |
| Евгений Лагунов                                                                                  | 100 м вольным стилем                     | 48.59                   | 18                      | Не прошёл  | Не прошёл  | Не прошёл         | Не прошёл         |           |           |
| Никита Лобинцев                                                                                  | 400 м вольным стилем                     | 3:43.45                 | 4                       |            |            | 3:48.29           | 8                 |           |           |
| Никита Лобинцев                                                                                  | 1500 м вольным стилем                    | 15:35.47                | 31                      |            |            | Не прошёл         | Не прошёл         | Не прошёл | Не прошёл |
| Юрий Прилуков                                                                                    | 400 м вольным стилем                     | 3:44.82                 | 8                       |            |            | 3:43.97           | 7                 |           |           |
| Юрий Прилуков                                                                                    | 1500 м вольным стилем                    | 14:41,13                | 3                       |            |            | 14:43,21          | 4                 |           |           |
| Евгений Коротышкин                                                                               | 100 м баттерфляем                        | 52,30                   | 24                      | Не прошёл  | Не прошёл  | Не прошёл         | Не прошёл         |           |           |
| Николай Скворцов                                                                                 | 100 м баттерфляем                        | 52,26                   | 20                      | Не прошёл  | Не прошёл  | Не прошёл         | Не прошёл         |           |           |
| Николай Скворцов                                                                                 | 200 м баттерфляем                        | 1:55.33                 | 6                       | 1:54.31    | 3          | 1:55.14           | 8                 |           |           |
| Александр Сухоруков                                                                              | 200 м вольным стилем                     | 1:47.97                 | 19                      | Не прошёл  | Не прошёл  | Не прошёл         | Не прошёл         |           |           |
| Александр Тихонов                                                                                | 200 м комплексным плаванием              | 2:01.21                 | 22                      | Не прошёл  | Не прошёл  | Не прошёл         | Не прошёл         |           |           |
| Александр Тихонов                                                                                | 400 м комплексным плаванием              | 4:16.49                 | 16                      |            |            | Не прошёл         | Не прошёл         |           |           |
| Андрей Гречин Сергей Фесиков Евгений Лагунов Андрей Капралов                                     | Эстафета 4×100 м вольным стилем          | 3:14.07                 | 9                       |            |            | Не прошли         | Не прошли         |           |           |
| Данила Изотов Евгений Лагунов Никита Лобинцев Александр Сухоруков Михаил Полищук                 | Эстафета 4×200 м вольным стилем          | 7:07.86                 | 3                       |            |            | 7:03.70 ER        |                   |           |           |
| Аркадий Вятчанин Роман Слуднов Евгений Коротышкин Евгений Лагунов Николай Скворцов Андрей Гречин | Эстафета 4 × 100 м комплексным плаванием | 3:33,59                 | 4                       |            |            | 3:31,92           | 4                 |           |           |

Женщины
| Анастасия Аксёнова                                                               | 50 м вольным стилем                  | 25.51      | 28 | Не прошла | Не прошла | Не прошла | Не прошла | Не прошла | Не прошла | Не прошла | Не прошла | Не прошла | Не прошла | Не прошла | Не прошла | Не прошла | Не прошла | Не прошла | Не прошла | Не прошла | Не прошла | Не прошла | Не прошла | Не прошла | Не прошла | Не прошла | Не прошла | Не прошла | Не прошла | Не прошла | Не прошла |
| Анастасия Аксёнова                                                               | 100 м вольным стилем                 | 55.29      | 25 | Не прошла | Не прошла | Не прошла | Не прошла |           |           |           |           |           |           |           |           |           |           |           |           |           |           |           |           |           |           |           |           |           |           |           |           |
| Дарья Белякина                                                                   | 200 м вольным стилем                 | 1:59.72    | 20 | Не прошла | Не прошла | Не прошла | Не прошла |           |           |           |           |           |           |           |           |           |           |           |           |           |           |           |           |           |           |           |           |           |           |           |           |
| Дарья Белякина                                                                   | 400 м вольным стилем                 | 4:16.21    | 28 |           |           | Не прошла | Не прошла |           |           |           |           |           |           |           |           |           |           |           |           |           |           |           |           |           |           |           |           |           |           |           |           |
| Ирина Беспалова                                                                  | 100 м баттерфляем                    | 58.92      | 22 | Не прошла | Не прошла | Не прошла | Не прошла |           |           |           |           |           |           |           |           |           |           |           |           |           |           |           |           |           |           |           |           |           |           |           |           |
| Елена Богомазова                                                                 | 100 м брассом                        | 1:08.63    | 18 | Не прошла | Не прошла | Не прошла | Не прошла |           |           |           |           |           |           |           |           |           |           |           |           |           |           |           |           |           |           |           |           |           |           |           |           |
| Ольга Детенюк                                                                    | 200 м брассом                        | 2:27.87    | 20 | Не прошла | Не прошла | Не прошла | Не прошла |           |           |           |           |           |           |           |           |           |           |           |           |           |           |           |           |           |           |           |           |           |           |           |           |
| Юлия Ефимова                                                                     | 100 м брассом                        | 1:06.08 ER | 2  | 1:07.50   | 5         | 1:07.43   | 4         |           |           |           |           |           |           |           |           |           |           |           |           |           |           |           |           |           |           |           |           |           |           |           |           |
| Юлия Ефимова                                                                     | 200 м брассом                        | 2:25.07    | 8  | 2:24.00   | 6         | 2:23.76   | 5         |           |           |           |           |           |           |           |           |           |           |           |           |           |           |           |           |           |           |           |           |           |           |           |           |
| Лариса Ильченко                                                                  | 10 км в открытой воде                |            |    |           |           | 1:59.27,7 |           |           |           |           |           |           |           |           |           |           |           |           |           |           |           |           |           |           |           |           |           |           |           |           |           |
| Анастасия Зуева                                                                  | 100 м на спине                       | 59.61      | 3  | 59.77     | 4         | 59.40     | 5         |           |           |           |           |           |           |           |           |           |           |           |           |           |           |           |           |           |           |           |           |           |           |           |           |
| Анастасия Зуева                                                                  | 200 м на спине                       | 2:09,01    | 5  | 2:09,07   | 8         | 2:07,88   | 4         |           |           |           |           |           |           |           |           |           |           |           |           |           |           |           |           |           |           |           |           |           |           |           |           |
| Светлана Карпеева                                                                | 200 м комплексным плаванием          | 2:12.94    | 16 | 2:13.26   | 13        | Не прошла | Не прошла |           |           |           |           |           |           |           |           |           |           |           |           |           |           |           |           |           |           |           |           |           |           |           |           |
| Светлана Карпеева                                                                | 400 м комплексным плаванием          | 4:50.22    | 31 | Не прошла | Не прошла | Не прошла | Не прошла |           |           |           |           |           |           |           |           |           |           |           |           |           |           |           |           |           |           |           |           |           |           |           |           |
| Станислава Комарова                                                              | 200 м на спине                       | 2:09,93    | 13 | 2:10,50   | 14        | Не прошла | Не прошла |           |           |           |           |           |           |           |           |           |           |           |           |           |           |           |           |           |           |           |           |           |           |           |           |
| Яна Мартынова                                                                    | 200 м баттерфляем                    | 2:12.47    | 25 | Не прошла | Не прошла | Не прошла | Не прошла |           |           |           |           |           |           |           |           |           |           |           |           |           |           |           |           |           |           |           |           |           |           |           |           |
| Яна Мартынова                                                                    | 400 м комплексным плаванием          | 4:36.25    | 5  |           |           | 4:40.04   | 7         |           |           |           |           |           |           |           |           |           |           |           |           |           |           |           |           |           |           |           |           |           |           |           |           |
| Ксения Москвина                                                                  | 100 м на спине                       | 1:00.70    | 16 | 1:01.06   | 14        | Не прошла | Не прошла |           |           |           |           |           |           |           |           |           |           |           |           |           |           |           |           |           |           |           |           |           |           |           |           |
| Елена Соколова                                                                   | 800 м вольным стилем                 | 8:23.07    | 6  |           |           | 8:29.79   | 7         |           |           |           |           |           |           |           |           |           |           |           |           |           |           |           |           |           |           |           |           |           |           |           |           |
| Наталья Сутягина                                                                 | 100 м баттерфляем                    | 58.32      | 11 | 59.07     | 14        | Не прошла | Не прошла |           |           |           |           |           |           |           |           |           |           |           |           |           |           |           |           |           |           |           |           |           |           |           |           |
| Анастасия Аксёнова Елена Соколова Дарья Белякина Светлана Карпеева               | Эстафета 4×100 вольным стилем        | 3:42.52    | 12 |           |           | Не прошли | Не прошли |           |           |           |           |           |           |           |           |           |           |           |           |           |           |           |           |           |           |           |           |           |           |           |           |
| Анастасия Аксёнова Анастасия Зуева Наталья Сутягина Юлия Ефимова Ксения Москвина | Эстафета 4×100 комплексным плаванием | 3:59.66    | 5  |           |           | 3:57,84   | 5         |           |           |           |           |           |           |           |           |           |           |           |           |           |           |           |           |           |           |           |           |           |           |           |           |

#### Прыжки в воду
Спортсменов — 10
Мужчины
| Спортсмен                        | Соревнование                    | Предварительный этап | Предварительный этап | Полуфиналы | Полуфиналы | Полуфиналы  | Полуфиналы | Финал     | Финал     | Финал       | Финал     |
| Спортсмен                        | Соревнование                    | Очков                | Место                | Очков      | Место      | Всего очков | Место      | Очков     | Место     | Всего очков | Место     |
| -------------------------------- | ------------------------------- | -------------------- | -------------------- | ---------- | ---------- | ----------- | ---------- | --------- | --------- | ----------- | --------- |
| Дмитрий Доброскок                | Трамплин 3 м                    |                      |                      |            |            |             |            | 412,00    | 17        | 412,00      | 17        |
| Дмитрий Саутин                   | Трамплин 3 м                    |                      |                      |            |            |             |            | 512,65    | 4         | 512,65      | 4         |
| Глеб Гальперин                   | Вышка 10 м                      | 499,95               | 3                    | 508,95     | 4          | 508,95      | 4          | 525,80    | 3         | 525,80      |           |
| Олег Викулов                     | Вышка 10 м                      | 375,40               | 27                   | Не прошёл  | Не прошёл  | Не прошёл   | Не прошёл  | Не прошёл | Не прошёл | Не прошёл   | Не прошёл |
| Юрий Кунаков Дмитрий Саутин      | Трамплин 3 м, синхронные прыжки |                      |                      |            |            |             |            |           |           | 421,98      |           |
| Дмитрий Доброскок Глеб Гальперин | Вышка 10 м, синхронные прыжки   |                      |                      |            |            |             |            |           |           | 445,26      |           |

Женщины
| Спортсменка                        | Соревнование                    | Предварительный этап | Предварительный этап | Полуфиналы | Полуфиналы | Полуфиналы  | Полуфиналы | Финал     | Финал     | Финал       | Финал     |
| Спортсменка                        | Соревнование                    | Очков                | Место                | Очков      | Место      | Всего очков | Место      | Очков     | Место     | Всего очков | Место     |
| ---------------------------------- | ------------------------------- | -------------------- | -------------------- | ---------- | ---------- | ----------- | ---------- | --------- | --------- | ----------- | --------- |
| Светлана Филиппова                 | Трамплин 3 м                    |                      |                      |            |            |             |            | 274,20    | 19        | 274,20      | 19        |
| Юлия Пахалина                      | Трамплин 3 м                    |                      |                      |            |            |             |            | 398,60    | 2         | 398,60      |           |
| Наталья Гончарова                  | Вышка 10 м                      | 240,45               | 28                   | Не прошла  | Не прошла  | Не прошла   | Не прошла  | Не прошла | Не прошла | Не прошла   | Не прошла |
| Юлия Пахалина Анастасия Позднякова | Трамплин 3 м, синхронные прыжки |                      |                      |            |            |             |            |           |           | 323,61      |           |

#### Синхронное плавание
Спортсменок — 9
| Спортсменка | Соревнование | Техническая программа | Техническая программа | Произвольная программа (предварительная) | Произвольная программа (предварительная) | Произвольная программа (предварительная) | Произвольная программа (предварительная) | Произвольная программа (Финал) | Произвольная программа (Финал) | Произвольная программа (Финал) | Произвольная программа (Финал) |
| Спортсменка | Соревнование | Очков                 | Место                 | Очков                                    | Место                                    | Всего очков                              | Место                                    | Очков                          | Место                          | Всего очков                    | Место                          |
| --- | ------------ | --------------------- | --------------------- | ---------------------------------------- | ---------------------------------------- | ---------------------------------------- | ---------------------------------------- | ------------------------------ | ------------------------------ | ------------------------------ | ------------------------------ |
| Анастасия Давыдова Анастасия Ермакова | Дуэт         | 49,344                | 1                     | 49,500                                   | 1                                        | 98,844                                   | 1                                        | 49,917                         | 1                              | 99,261                         |                                |
| Анастасия Давыдова Анастасия Ермакова Мария Громова Наталья Ищенко Эльвира Хасянова Ольга Кужела Елена Овчинникова Анна Шорина Светлана Ромашина | Команда      | 49,500                | 1                     | 50,000                                   | 1                                        | 99,500                                   | 1                                        | 50,000                         | 1                              | 99,500                         |                                |

### Волейбол

#### Волейбол
Спортсменов — 24
Мужская команда
Юрий Бережко, Алексей Вербов, Александр Волков, Сергей Гранкин, Александр Корнеев, Александр Косарев, Алексей Кулешов, Максим Михайлов, Алексей Остапенко, Семён Полтавский, Сергей Тетюхин, Вадим Хамутских (к), Главный тренер: Владимир Алекно
Женская команда
Марина Акулова, Наталья Алимова, Евгения Артамонова, Мария Бородакова, Екатерина Гамова, Елена Година, Екатерина Кабешова, Юлия Меркулова, Александра Пасынкова, Любовь Соколова, Ольга Фатеева, Марина Шешенина (к), Главный тренер: Джованни Капрара

#### Пляжный волейбол
Спортсменов — 4
- Мужская команда: Дмитрий Барсук — Игорь Колодинский
- Женская команда: Наталья Урядова — Александра Ширяева

### Гандбол
Женская сборная: 

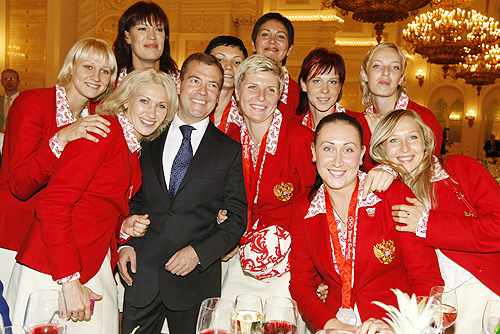
Женская сборная по гандболу на приеме у президента России

Состав: Татьяна Ализар, Екатерина Андрюшина, Ирина Близнова, Людмила Бодниева, Полина Вяхирева, Елена Дмитриева, Ольга Левина, Екатерина Маренникова, Надежда Муравьёва, Елена Полёнова, Ирина Полторацкая, Людмила Постнова, Оксана Роменская, Мария Сидорова, Инна Суслина, Эмилия Турей, Яна Ускова, Наталья Шипилова.
Групповой этап:
| Место | Команда          | В | Н | П | МЗ  | МП  | МР  | Очки |
| ----- | ---------------- | - | - | - | --- | --- | --- | ---- |
| 1     | Россия           | 4 | 1 | 0 | 148 | 125 | +23 | 9    |
| 2     | Республика Корея | 3 | 1 | 1 | 155 | 127 | +28 | 7    |
| 3     | Венгрия          | 2 | 1 | 2 | 129 | 142 | -13 | 5    |
| 4     | Швеция           | 2 | 0 | 3 | 123 | 137 | −14 | 4    |

| 9 августа 2008 15:45 (UTC+8) | Отчёт | Россия        | 29:29 (16:13) | Республика Корея | Олимпийский центр спорта, Пекин Судьи: Гьединг, Хансен |
| 9 августа 2008 15:45 (UTC+8) | Отчёт | Маренникова 6 | Голы          | О На Ким 7       | Олимпийский центр спорта, Пекин Судьи: Гьединг, Хансен |

| 11 августа 2008 20:45 (UTC+8) | Отчёт | Швеция        | 24:28 (12:14) | Россия  | Олимпийский центр спорта, Пекин Судьи: Дин, Дину |
| 11 августа 2008 20:45 (UTC+8) | Отчёт | Виел Фреден 6 | Голы          | Турей 6 | Олимпийский центр спорта, Пекин Судьи: Дин, Дину |

| 13 августа 2008 9:00 (UTC+8) | Отчёт | Россия        | 28:19 (12:10) | Бразилия    | Олимпийский центр спорта, Пекин Судьи: Лицис, Столяровс |
| 13 августа 2008 9:00 (UTC+8) | Отчёт | Полторацкая 6 | Голы          | Насименту 5 | Олимпийский центр спорта, Пекин Судьи: Лицис, Столяровс |

| 15 августа 2008 20:45 (UTC+8) | Отчёт | Венгрия  | 24:33 (15:16) | Россия     | Олимпийский центр спорта, Пекин Судьи: Дин, Дину |
| 15 августа 2008 20:45 (UTC+8) | Отчёт | Гёрбиц 6 | Голы          | Постнова 8 | Олимпийский центр спорта, Пекин Судьи: Дин, Дину |

| 17 августа 2008 19:00 (UTC+8) | Отчёт | Россия     | 30:29 (16:14) | Германия | Олимпийский центр спорта, Пекин Судьи: Йединг, Хансен |
| 17 августа 2008 19:00 (UTC+8) | Отчёт | Постнова 8 | Голы          | Вёрц 8   | Олимпийский центр спорта, Пекин Судьи: Йединг, Хансен |

Четвертьфинал 

| 19 августа 2008 20:15 (UTC+8) | Отчёт | Россия     | 32:31 (12:16, 12:8, 4:4, 4:3) | Франция  | Олимпийский центр спорта, Пекин Судьи: Лю Шуюн, Лю Фэнцзюань |
| 19 августа 2008 20:15 (UTC+8) | Отчёт | Близнова 6 | Голы                          | Синьят 7 | Олимпийский центр спорта, Пекин Судьи: Лю Шуюн, Лю Фэнцзюань |

Полуфинал: 

| 21 августа 2008 20:15 (UTC+8) | Отчёт | Венгрия | 20:22 (9:14) | Россия     | Олимпийский центр спорта, Пекин Судьи: Баум, Горальчук |
| 21 августа 2008 20:15 (UTC+8) | Отчёт | Тот 5   | Голы         | Близнова 7 | Олимпийский центр спорта, Пекин Судьи: Баум, Горальчук |

Финал: 

| 23 августа 2008 15:45 (UTC+8) | Отчёт | Россия | 27:34 (13:18) | Норвегия | Олимпийский центр спорта, Пекин |

Мужская сборная 

Состав: Олег Грамс, Тимур Дибиров, Егор Евдокимов, Виталий Иванов, Константин Игропуло, Алексей Каманин, Дмитрий Ковалёв, Эдуард Кокшаров, Алексей Костыгов, Денис Кривошлыков, Валерий Мягков, Алексей Растворцев, Василий Филиппов, Александр Черноиванов.
Групповой этап:
| Место | Команда          | В | Н | П | МЗ  | МП  | МР | Очки |
| ----- | ---------------- | - | - | - | --- | --- | -- | ---- |
| 1     | Республика Корея | 3 | 0 | 2 | 122 | 129 | −7 | 6    |
| 2     | Дания            | 2 | 2 | 1 | 137 | 131 | +6 | 6    |
| 3     | Исландия         | 2 | 2 | 1 | 151 | 146 | +5 | 6    |
| 4     | Россия           | 2 | 1 | 2 | 136 | 131 | +5 | 5    |
| 5     | Германия         | 2 | 1 | 2 | 126 | 130 | −4 | 5    |
| 6     | Египет           | 0 | 2 | 3 | 127 | 132 | −5 | 2    |

| 10 августа 2008 10:45 (UTC+8) | Отчёт | Россия     | 31:33 (16:19) | Исландия      | Олимпийский центр спорта, Пекин Судьи: Крстич, Любич |
| 10 августа 2008 10:45 (UTC+8) | Отчёт | Игропуло 9 | Голы          | Гудьонссон 12 | Олимпийский центр спорта, Пекин Судьи: Крстич, Любич |

| 12 августа 2008 10:45 (UTC+8) | Отчёт | Египет       | 27:28 (14:14) | Россия       | Олимпийский центр спорта, Пекин Судьи: Людовик, Вакула |
| 12 августа 2008 10:45 (UTC+8) | Отчёт | Эль Аймар 10 | Голы          | Растворцев 8 | Олимпийский центр спорта, Пекин Судьи: Людовик, Вакула |

| 14 августа 2008 19:00 (UTC+8) | Отчёт | Дания         | 25:24 (10:10) | Россия                    | Олимпийский центр спорта, Пекин Судьи: Брето, Уэлин |
| 14 августа 2008 19:00 (UTC+8) | Отчёт | Кристиансен 6 | Голы          | Игропуло 6, Черноиванов 6 | Олимпийский центр спорта, Пекин Судьи: Брето, Уэлин |

| 16 августа 2008 15:45 (UTC+8) | Отчёт | Россия     | 24:24 (11:10) | Германия | Олимпийский центр спорта, Пекин Судьи: Баум, Горалчик |
| 16 августа 2008 15:45 (UTC+8) | Отчёт | Филиппов 6 | Голы          | Краус 6  | Олимпийский центр спорта, Пекин Судьи: Баум, Горалчик |

| 18 августа 2008 14:00 (UTC+8) | Отчёт | Россия       | 29:22 (17:12) | Республика Корея | Олимпийский центр спорта, Пекин Судьи: Бор, Бю |
| 18 августа 2008 14:00 (UTC+8) | Отчёт | Растворцев 6 | Голы          | Кьюн Шинь Юнь 7  | Олимпийский центр спорта, Пекин Судьи: Бор, Бю |

Матч за 5-8 место:
| 22 августа 2008 12:00 (UTC+8) | Отчёт | Россия    | 28:27 (17:14) | Дания         | Олимпийский центр спорта, Пекин Судьи: Элмоамли, Шабан |
| 22 августа 2008 12:00 (UTC+8) | Отчёт | Дибиров 8 | Голы          | Кристиансен 8 | Олимпийский центр спорта, Пекин Судьи: Элмоамли, Шабан |

Матч за 5 место:
| 24 августа 2008 10:15 (UTC+8) | Отчёт | Россия      | 28:29 (15:14) | Польша   | Олимпийский центр спорта, Пекин Судьи: Карбас-Чи, Коладузан |
| 24 августа 2008 10:15 (UTC+8) | Отчёт | Кокшаров 10 | Голы          | Юрасик 6 | Олимпийский центр спорта, Пекин Судьи: Карбас-Чи, Коладузан |

### Гимнастика

#### Спортивная гимнастика
Спортсменов — 12
- Мужчины: Максим Девятовский, Антон Голоцуцков, Сергей Хорохордин, Николай Крюков, Константин Плужников, Юрий Рязанов.
- Женщины: Ксения Афанасьева, Ксения Семёнова, Анна Павлова, Екатерина Крамаренко, Дарья Елизарова, Людмила Гребенькова, Светлана Клюкина

#### Художественная гимнастика
Спортсменов — 8
- Индивидуально: Евгения Канаева, Ольга Капранова
- Командное: Маргарита Алийчук, Анна Гавриленко, Татьяна Горбунова, Елена Посевина, Дарья Шкурихина, Наталья Зуева

#### Прыжки на батуте
Спортсменов — 4
Мужчины
| Спортсмен         | Соревнование                | Предварительный этап | Предварительный этап | Финал | Финал |
| Спортсмен         | Соревнование                | Очков                | Место                | Очков | Место |
| ----------------- | --------------------------- | -------------------- | -------------------- | ----- | ----- |
| Александр Русаков | Индивидуальные соревнования |                      |                      | 38,50 | 7     |
| Дмитрий Ушаков    | Индивидуальные соревнования |                      |                      | 38,80 | 6     |

Женщины
| Спортсменка     | Соревнование                | Предварительный этап | Предварительный этап | Финал     | Финал     |
| Спортсменка     | Соревнование                | Очков                | Место                | Очков     | Место     |
| --------------- | --------------------------- | -------------------- | -------------------- | --------- | --------- |
| Наталья Чернова | Индивидуальные соревнования | 63,00                | 11                   | Не прошла | Не прошла |
| Ирина Караваева | Индивидуальные соревнования | 66,40                | 2                    | 36,20     | 5         |

### Гребля на байдарках и каноэ

#### Гребля на байдарках и каноэ
Спортсменов — 10
Мужчины
| Спортсмен                                                        | Соревнование | Предварительный этап | Предварительный этап | Полуфиналы | Полуфиналы | Финал     | Финал     |
| Спортсмен                                                        | Соревнование | Время                | Место                | Время      | Место      | Время     | Место     |
| ---------------------------------------------------------------- | ------------ | -------------------- | -------------------- | ---------- | ---------- | --------- | --------- |
| Максим Опалев                                                    | К-1 500 м    | 1:47,849             | 1                    |            |            | 1:47,140  |           |
| Виктор Мелантьев                                                 | К-1 1000 м   | 4:03.316             | 5                    | 4:02,854   | 4          | Не прошёл | Не прошёл |
| Александр Костоглод Сергей Улегин                                | К-2 500 м    | 1:41,241             | 2                    |            |            | 1:41,282  |           |
| Александр Костоглод Сергей Улегин                                | К-2 1000 м   | 3.41,291             | 3                    |            |            | 3:44,669  | 8         |
| Антон Ряхов                                                      | Б-1 500 м    | 1:37,666             | 2                    | 1:42,968   | 2          | 1:38,187  | 5         |
| Антон Ряхов                                                      | Б-1 1000 м   | 3:38,381             | 4                    | 3:37,017   | 5          | Не прошёл | Не прошёл |
| Илья Медведев Евгений Салахов Антон Васильев Константин Вишняков | Б-4 1000 м   | 2:59,518             | 4                    | 3:00,459   | 1          | 3:00,654  | 8         |

Женщины
| Спортсмен       | Соревнование | Предварительный этап | Предварительный этап | Полуфиналы | Полуфиналы | Финал    | Финал |
| Спортсмен       | Соревнование | Время                | Место                | Время      | Место      | Время    | Место |
| --------------- | ------------ | -------------------- | -------------------- | ---------- | ---------- | -------- | ----- |
| Юлиана Салахова | Б-1 500 м    | 1:51,628             | 12                   | 1:53,603   | 2          | 1:53,973 | 9     |

#### Гребной слалом
Спортсменов — 4
Мужчины
| Спортсмен                        | Соревнование | Предварительный этап | Предварительный этап | Предварительный этап | Предварительный этап | Предварительный этап | Предварительный этап | Полуфиналы | Полуфиналы | Финал                | Финал                | Всего                | Место                |
| Спортсмен                        | Соревнование | Место                | Попытка 1            | Место                | Попытка 2            | Место                | Всего                | Место      | Время      | Место                | Время                | Всего                | Место                |
| -------------------------------- | ------------ | -------------------- | -------------------- | -------------------- | -------------------- | -------------------- | -------------------- | ---------- | ---------- | -------------------- | -------------------- | -------------------- | -------------------- |
| Александр Липатов                | С-1          | 87,65                | 5                    | 90,51                | 11                   | 178,16               | 9                    | 92,16      | 10         | Закончил выступление | Закончил выступление | Закончил выступление | Закончил выступление |
| Михаил Кузнецов Дмитрий Ларионов | С-2          |                      |                      |                      |                      |                      |                      | 196,08     | 6          | 197,37               | 3                    | 197,37               |                      |

Женщины
| Спортсменка       | Соревнование | Предварительный этап | Предварительный этап | Предварительный этап | Предварительный этап | Предварительный этап | Предварительный этап | Полуфиналы | Полуфиналы | Финал                 | Финал                 | Всего                 | Место                 |
| Спортсменка       | Соревнование | Попытка 1            | Место                | Попытка 2            | Место                | Всего                | Место                | Время      | Место      | Время                 | Место                 | Всего                 | Место                 |
| ----------------- | ------------ | -------------------- | -------------------- | -------------------- | -------------------- | -------------------- | -------------------- | ---------- | ---------- | --------------------- | --------------------- | --------------------- | --------------------- |
| Александра Перова | К-1          |                      |                      |                      |                      |                      |                      | 259,45     | 18         | Закончила выступление | Закончила выступление | Закончила выступление | Закончила выступление |

### Дзюдо
Спортсменов — 13
Мужчины
| Спортсмен       | Категория    | Предварительный раунд | 1/32                                       | 1/16                                  | Четвертьфиналы                          | Полуфиналы                               | Финал                | Первый доп. раунд    | Утешительный четвертьфинал             | Утешительный полуфинал                 | За 3 место Финал                          |
| Спортсмен       | Категория    | Соперник Результат    | Соперник Результат                         | Соперник Результат                    | Соперник Результат                      | Соперник Результат                       | Соперник Результат   | Соперник Результат   | Соперник Результат                     | Соперник Результат                     | Соперник Результат                        |
| --------------- | ------------ | --------------------- | ------------------------------------------ | ------------------------------------- | --------------------------------------- | ---------------------------------------- | -------------------- | -------------------- | -------------------------------------- | -------------------------------------- | ----------------------------------------- |
| Руслан Кишмахов | До 60 кг     |                       | Али Хусроф (YEM) поб. 0200 / 0000          | Лю Жэньван (CHN) поб. 0100 / 0000     | Дмитрий Драгин (FRA) пор. 0000 / 0002   | Не прошёл                                | Не прошёл            | Не прошёл            | Галь Екутиэль (ISR) пор. 0000 / 0001   | Закончил выступление                   | Закончил выступление                      |
| Алим Гаданов    | До 66 кг     |                       | Рамиль Гасымов (AZE) поб. 0120 / 0101      | Миклош Унгвари (HUN) поб. 0011 / 0002 | Бенжамин Дарбеле (FRA) пор. 0010 / 1010 | Не прошёл                                | Не прошёл            | Не прошёл            | Саша Мехмедович (CAN) поб. 1000 / 0000 | Джованни Чазале (ITA) поб. 1002 / 0010 | Иорданис Аренсибиа (CUB) пор. 0001 / 0010 |
| Саламу Межидов  | До 73 кг     |                       | Геннадий Белодед (UKR) пор. 0000 / 1000    | Закончил выступление                  | Закончил выступление                    | Закончил выступление                     | Закончил выступление | Закончил выступление | Закончил выступление                   | Закончил выступление                   | Закончил выступление                      |
| Алибек Башкаев  | До 81 кг     |                       | Сафуан Аттаф (MAR) пор. 0001 / 1000        | Закончил выступление                  | Закончил выступление                    | Закончил выступление                     | Закончил выступление | Закончил выступление | Закончил выступление                   | Закончил выступление                   | Закончил выступление                      |
| Иван Першин     | До 90 кг     |                       | Патрик Трезиз (RSA) поб. 1000 / 0000       | Диего Росати (ARG) поб. 1000 / 0000   | Андрей Казусёнок (BLR) поб. 1010 / 0000 | Ираклий Цирекидзе (GEO) пор. 0000 / 1002 | Не прошёл            |                      |                                        |                                        | Сергей Ашванден (SUI) пор. 0020 / 1000    |
| Руслан Гасымов  | До 100 кг    |                       | Бенджамин Берле (GER) пор. 0001 / 1100     | Закончил выступление                  | Закончил выступление                    | Закончил выступление                     | Закончил выступление | Закончил выступление | Закончил выступление                   | Закончил выступление                   | Закончил выступление                      |
| Тамерлан Тменов | Свыше 100 кг |                       | Деннис Ван Дер Гист (NED) поб. 0101 / 0000 | Пань Сун (CHN) поб. 0200 / 0000       | Сатоси Исии (JPN) пор. 0000 / 1001      | Не прошёл                                | Не прошёл            | Не прошёл            | Паоло Бьянкесси (ITA) поб. 0010 / 0000 | Мохаммед Родаки (IRI) пор. 0001 / 1010 | Закончил выступление                      |

Женщины
| Спортсмен         | Категория   | Предварительный раунд | 1/32                                        | 1/16                                   | Четвертьфиналы        | Полуфиналы            | Финал                 | Первый утешительный раунд                | Утешительный четвертьфинал           | Утешительный полуфинал             | За 3 место Финал                 |
| Спортсмен         | Категория   | Соперник Результат    | Соперник Результат                          | Соперник Результат                     | Соперник Результат    | Соперник Результат    | Соперник Результат    | Соперник Результат                       | Соперник Результат                   | Соперник Результат                 | Соперник Результат               |
| ----------------- | ----------- | --------------------- | ------------------------------------------- | -------------------------------------- | --------------------- | --------------------- | --------------------- | ---------------------------------------- | ------------------------------------ | ---------------------------------- | -------------------------------- |
| Людмила Богданова | До 48 кг    |                       |                                             | Янет Бермой (CUB) пор. 0001 / 0010     | Не прошла             | Не прошла             | Не прошла             | Гленда Миранда (ECU) поб. 1000 / 0000    | Микаэла Башин (GER) поб. 0001 / 0000 | Ана Хормиго (POR) поб. 0100 / 0001 | Рёко Тани (JPN) пор. 0000 / 0001 |
| Анна Харитонова   | До 52 кг    |                       |                                             | Тельма Монтейро (POR) пор. 0000 / 0211 | Закончила выступление | Закончила выступление | Закончила выступление | Закончила выступление                    | Закончила выступление                | Закончила выступление              | Закончила выступление            |
| Вера Коваль       | До 63 кг    |                       | Элизабет Виллебурдсе (NED) пор. 0010 / 0012 | Закончила выступление                  | Закончила выступление | Закончила выступление | Закончила выступление | Закончила выступление                    | Закончила выступление                | Закончила выступление              | Закончила выступление            |
| Юлия Кузина       | До 70 кг    |                       |                                             | Анетт Месарош (HUN) пор. 0002/ 0010    | Закончила выступление | Закончила выступление | Закончила выступление | Закончила выступление                    | Закончила выступление                | Закончила выступление              | Закончила выступление            |
| Вера Москалюк     | До 78 кг    |                       | Эстер Сан Мигель (ESP) пор. 0000/ 0002      | Не прошла                              | Не прошла             | Не прошла             | Не прошла             | Силва Эдинанси (BRA) пор. 0000 / 0021    | Закончила выступление                | Закончила выступление              | Закончила выступление            |
| Теа Донгузашвили  | Свыше 78 кг |                       | Тун Вэнь (CHN) пор. 0000 / 1000             | Не прошла                              | Не прошла             | Не прошла             | Не прошла             | Марина Прокофьева (UKR) поб. 0010 / 0000 | Ким Наён (KOR) пор. 0000 / 1000      | Закончила выступление              | Закончила выступление            |

### Конный спорт
Спортсменов — 5
- Индивидуальная выездка: Александра Корелова, Татьяна Милосердова
- Командный конкур: Игорь Атрохов, Валерий Мартышев
- Индивидуальное троеборье: Любовь Кочетова

### Лёгкая атлетика
Спортсменов — 10949 мужчин и 60 женщин

#### Мужчины
| Андрей Епишин                                                                                | 100 м                  | 10,34         | 23            | 10:25         | 24            | Не прошёл     | Не прошёл     | Не прошёл      | Не прошёл      |           |           |
| Роман Смирнов                                                                                | 200 м                  | 20,76         | 21            | 20,62         | 20            | Не прошёл     | Не прошёл     | Не прошёл      | Не прошёл      |           |           |
| Денис Алексеев                                                                               | 400 м                  | 45,52         | 23            |               |               | Не прошёл     | Не прошёл     | Не прошёл      | Не прошёл      |           |           |
| Максим Дылдин                                                                                | 400 м                  | 46,03         | 32            |               |               | Не прошёл     | Не прошёл     | Не прошёл      | Не прошёл      |           |           |
| Дмитрий Богданов                                                                             | 800 м                  | 1:47,49       | 30            |               |               | Не прошёл     | Не прошёл     | Не прошёл      | Не прошёл      |           |           |
| Юрий Борзаковский                                                                            | 800 м                  | 1:45,15       | 2             |               |               | 1,46.53       | 15            | Не прошёл      | Не прошёл      |           |           |
| Вячеслав Шабунин                                                                             | 1500 м                 | 3:42,53       | 34            |               |               | Не прошёл     | Не прошёл     | Не прошёл      | Не прошёл      |           |           |
| Сергей Иванов                                                                                | 10000 м                |               |               |               |               |               |               | 28:34,72       | 30             |           |           |
| Денис Алексеев Иван Бузолин Максим Дылдин Владислав Фролов Антон Кокорин Константин Свечкарь | Эстафета 4×400 м       | 3:00,14       | 5             |               |               |               |               | 2:58,06 NR     |                |           |           |
| Евгений Борисов                                                                              | 110 м с барьерами      | 13,90         | 35            | Не прошёл     | Не прошёл     | Не прошёл     | Не прошёл     | Не прошёл      | Не прошёл      |           |           |
| Игорь Перемота                                                                               | 110 м с барьерами      | 13,59         | 19            | 13,70         | 24            | Не прошёл     | Не прошёл     | Не прошёл      | Не прошёл      |           |           |
| Александр Деревягин                                                                          | 400 м с барьерами      | 49,19         | 8             |               |               | 49,23         | 11            | Не прошёл      | Не прошёл      |           |           |
| Ильдар Миншин                                                                                | 3000 м с препятствиями | 8:26,85       | 19            |               |               |               |               | Не прошёл      | Не прошёл      |           |           |
| Павел Потапович                                                                              | 3000 м с препятствиями | 8:36,29       | 28            |               |               |               |               | Не прошёл      | Не прошёл      |           |           |
| Роман Усов                                                                                   | 3000 м с препятствиями | Не участвовал | Не участвовал | Не участвовал | Не участвовал | Не участвовал | Не участвовал | Не участвовал  | Не участвовал  |           |           |
| Григорий Андреев                                                                             | Марафон                |               |               |               |               |               |               | 2:13,33        | 14             |           |           |
| Олег Кульков                                                                                 | Марафон                |               |               |               |               |               |               | 2:18,11        | 29             |           |           |
| Алексей Соколов                                                                              | Марафон                |               |               |               |               |               |               | 2:15,57        | 21             |           |           |
| Владимир Малявин                                                                             | Прыжок в длину         | 7,35          | 37            |               |               |               |               | Не прошёл      | Не прошёл      |           |           |
| Данил Буркеня                                                                                | Тройной прыжок         | 16,69         | 22            |               |               |               |               | Не прошёл      | Не прошёл      |           |           |
| Александр Петренко                                                                           | Тройной прыжок         | 16,97         | 17            |               |               |               |               | Не прошёл      | Не прошёл      |           |           |
| Игорь Спасовходский                                                                          | Тройной прыжок         | 17,23         | 6             |               |               |               |               | 16,79          | 9              |           |           |
| Вячеслав Воронин                                                                             | Прыжок в высоту        | 2,25          | 14-16         |               |               |               |               | Не прошёл      | Не прошёл      |           |           |
| Ярослав Рыбаков                                                                              | Прыжок в высоту        | 2,25          | 9-11          |               |               |               |               | 2,34           |                |           |           |
| Андрей Сильнов                                                                               | Прыжок в высоту        | 2,29          | 6-8           |               |               |               |               | 2,36           |                |           |           |
| Евгений Лукьяненко                                                                           | Прыжок с шестом        | 5,65          | 1             |               |               |               |               | 5,85           |                |           |           |
| Игорь Павлов                                                                                 | Прыжок с шестом        | 5,65          | 1             |               |               |               |               | 5,60           | 9              |           |           |
| Дмитрий Стародубцев                                                                          | Прыжок с шестом        | 5,65          | 7             |               |               |               |               | 5,70           | 5              |           |           |
| Антон Любославский                                                                           | Толкание ядра          | Не участвовал | Не участвовал | Не участвовал | Не участвовал | Не участвовал | Не участвовал | Не участвовал  | Не участвовал  |           |           |
| Павел Софьин                                                                                 | Толкание ядра          | 20,29         | 8             |               |               |               |               | 20,42          | 8              |           |           |
| Иван Юшков                                                                                   | Толкание ядра          | 20,02         | 12            |               |               |               |               | 19,67          | 11             |           |           |
| Александр Иванов                                                                             | Метание копья          | 79,27         | 14            |               |               |               |               | Не прошёл      | Не прошёл      |           |           |
| Илья Коротков                                                                                | Метание копья          | 83,33         | 2             |               |               |               |               | 83,15          | 7              |           |           |
| Сергей Макаров                                                                               | Метание копья          | 72,47         | 26            |               |               |               |               | Не прошёл      | Не прошёл      |           |           |
| Богдан Пищальников                                                                           | Метание диска          | 64,60         | 6             |               |               |               |               | 64,60          | 6              |           |           |
| Кирилл Иконников                                                                             | Метание молота         | 72,33         | 21            |               |               |               |               | Не прошёл      | Не прошёл      | Не прошёл | Не прошёл |
| Игорь Виниченко                                                                              | Метание молота         | 72,05         | 22            |               |               |               |               | Не прошёл      | Не прошёл      | Не прошёл | Не прошёл |
| Алексей Дроздов                                                                              | Десятиборье            |               |               |               |               |               |               | 8154           | 12             |           |           |
| Александр Погорелов                                                                          | Десятиборье            |               |               |               |               |               |               | 8328           | 4              |           |           |
| Алексей Сысоев                                                                               | Десятиборье            |               |               |               |               |               |               | Не финишировал | Не финишировал |           |           |
| Валерий Борчин                                                                               | Ходьба 20 км           |               |               |               |               |               |               | 1:19:01        |                |           |           |
| Илья Марков                                                                                  | Ходьба 20 км           |               |               |               |               |               |               | 1:22:02        | 17             |           |           |
| Сергей Морозов                                                                               | Ходьба 20 км           |               |               |               |               |               |               | Не участвовал  | Не участвовал  |           |           |
| Игорь Ерохин                                                                                 | Ходьба 50 км           |               |               |               |               |               |               | Не участвовал  | Не участвовал  |           |           |
| Сергей Кирдяпкин                                                                             | Ходьба 50 км           |               |               |               |               |               |               | Не финишировал | Не финишировал |           |           |
| Денис Нижегородов                                                                            | Ходьба 50 км           |               |               |               |               |               |               | 3:40,14        |                |           |           |

#### Женщины
| Спортсмен                                                                                               | Соревнование           | Предварительный раунд | Предварительный раунд | Четвертьфиналы | Четвертьфиналы | Полуфиналы | Полуфиналы | Финал              | Финал              |
| Спортсмен                                                                                               | Соревнование           | Результат             | Место                 | Результат      | Место          | Результат  | Место      | Результат          | Место              |
| --- | ---------------------- | --------------------- | --------------------- | -------------- | -------------- | ---------- | ---------- | ------------------ | ------------------ |
| Евгения Полякова                                                                                        | 100 м                  | 11,24                 | 4                     | 11,13          | 7              | 11,38      | 12         | Не прошла          | Не прошла          |
| Наталья Муринович                                                                                       | 100 м                  | 11,55                 | 32                    | 11,51          | 28             | Не прошла  | Не прошла  | Не прошла          | Не прошла          |
| Наталья Русакова                                                                                        | 100 м                  | 11,61                 | 36                    | 11,49          | 26             | Не прошла  | Не прошла  | Не прошла          | Не прошла          |
| Наталья Русакова                                                                                        | 200 м                  | 23,21                 | 19                    | 23,28          | 22             | Не прошла  | Не прошла  | Не прошла          | Не прошла          |
| Юлия Чермошанская                                                                                       | 200 м                  | 22,98                 | 8                     | 22,63          | 2              | 22,57 PR   | 8          | Не прошла          | Не прошла          |
| Александра Федорива                                                                                     | 200 м                  | 23,29                 | 22                    | 23,04          | 16             | 23,22      | 16         | Не прошла          | Не прошла          |
| Юлия Гущина                                                                                             | 400 м                  | 51,18                 | 9                     |                |                | 50,48      | 6          | 50,01              | 4                  |
| Анастасия Капачинская                                                                                   | 400 м                  | 51,32                 | 11                    |                |                | 50,30      | 4          | 50,03              | 5                  |
| Татьяна Фирова                                                                                          | 400 м                  | 50,59                 | 3                     |                |                | 50,31      | 5          | 50,11              | 6                  |
| Татьяна Андрианова                                                                                      | 800 м                  | 2:00,31               | 12                    |                |                | 1:58,16    | 5          | 2:02,63            | 8                  |
| Светлана Клюка                                                                                          | 800 м                  | 2:01,67               | 20                    |                |                | 1:58,31    | 7          | 1:56,94            | 4                  |
| Екатерина Костецкая                                                                                     | 800 м                  | 2:00,54               | 17                    |                |                | 1:58,33    | 9          | Не прошла          | Не прошла          |
| Анна Альминова                                                                                          | 1500 м                 | 4:04,66               | 5                     |                |                |            |            | 4:06,99            | 11                 |
| Елена Задорожная                                                                                        | 5000 м                 | Не финишировала       | Не финишировала       |                |                |            |            | Не прошла          | Не прошла          |
| Гульнара Самитова-Галкина                                                                               | 5000 м                 | 15:11,46              | 13                    |                |                |            |            | 15:56,97           | 12                 |
| Лилия Шобухова                                                                                          | 5000 м                 | 14:57,77              | 3                     |                |                |            |            | 15:46,62           | 6                  |
| Инга Абитова                                                                                            | 10000 м                |                       |                       |                |                |            |            | 30:37,33           | 6                  |
| Татьяна Арясова                                                                                         | 10000 м                |                       |                       |                |                |            |            | 31:45,57           | 19                 |
| Мария Коновалова                                                                                        | 10000 м                |                       |                       |                |                |            |            | 30:35,84           | 5                  |
| Юлия Черномошанская Александра Федорива Юлия Гущина Наталья Муринович Евгения Полякова Наталья Русакова | Эстафета 4×100 м       | 42,87                 | 2                     |                |                |            |            | 42,31              |                    |
| Татьяна Фирова Юлия Гущина Анастасия Капачинская Людмила Литвинова Елена Мигунова Татьяна Вешкурова     | Эстафета 4×400 м       | 3:23,71               | 4                     |                |                |            |            | 3:18,82            |                    |
| Татьяна Дектярёва                                                                                       | 100 м с барьерами      | 13,05                 | 20                    |                |                | Не прошла  | Не прошла  | Не прошла          | Не прошла          |
| Юлия Кондакова                                                                                          | 100 м с барьерами      | 13,07                 | 22                    |                |                | Не прошла  | Не прошла  | Не прошла          | Не прошла          |
| Александра Антонова                                                                                     | 100 м с барьерами      | 13,18                 | 25                    |                |                | Не прошла  | Не прошла  | Не прошла          | Не прошла          |
| Екатерина Бикерт                                                                                        | 400 м с барьерами      | 55,15                 | 2                     |                |                | 54,38      | 5          | 54,96              | 6                  |
| Ирина Обедина                                                                                           | 400 м с барьерами      | 55,71                 | 9                     |                |                | 55,69      | 12         | Не прошла          | Не прошла          |
| Анастасия Отт                                                                                           | 400 м с барьерами      | 55,34                 | 6                     |                |                | 54,74      | 8          | Не прошла          | Не прошла          |
| Екатерина Волкова                                                                                       | 3000 м с препятствиями | 9:23,06               | 7                     |                |                |            |            | 9:07:64            |                    |
| Татьяна Петрова                                                                                         | 3000 м с препятствиями | 9:28,85               | 12                    |                |                |            |            | 9:12,33            | 4                  |
| Гульнара Самитова-Галкина                                                                               | 3000 м с препятствиями | 9:15,17               | 1                     |                |                |            |            | 8:58:81 WR         |                    |
| Галина Богомолова                                                                                       | Марафон                |                       |                       |                |                |            |            | Не финишировала    | Не финишировала    |
| Светлана Захарова                                                                                       | Марафон                |                       |                       |                |                |            |            | 2:32:16            | 22                 |
| Ирина Тимофеева                                                                                         | Марафон                |                       |                       |                |                |            |            | 2:27:31            | 7                  |
| Татьяна Котова                                                                                          | Прыжок в длину         | 6,57                  | 14                    |                |                |            |            | Не прошла          | Не прошла          |
| Татьяна Лебедева                                                                                        | Прыжок в длину         | 6,70                  | 4                     |                |                |            |            | 7,03               |                    |
| Оксана Удмуртова                                                                                        | Прыжок в длину         | 6,63                  | 7                     |                |                |            |            | 6,70               | 6                  |
| Виктория Гурова                                                                                         | Тройной прыжок         | 14,78                 | 3                     |                |                |            |            | 14,77              | 7                  |
| Татьяна Лебедева                                                                                        | Тройной прыжок         | 14,55                 | 5                     |                |                |            |            | 15,32              |                    |
| Анна Пятых                                                                                              | Тройной прыжок         | 14,45                 | 8                     |                |                |            |            | 14,73              | 8                  |
| Елена Слесаренко                                                                                        | Прыжок в высоту        | 1,93                  | 15                    |                |                |            |            | 2,01               | 4                  |
| Анна Чичерова                                                                                           | Прыжок в высоту        | 1,93                  | 12                    |                |                |            |            | 2,03               |                    |
| Светлана Школина                                                                                        | Прыжок в высоту        | 1,93                  | 10                    |                |                |            |            | 1,93               | 14                 |
| Юлия Голубчикова                                                                                        | Прыжок с шестом        | 4,50                  | 10                    |                |                |            |            | 4,75               | 4                  |
| Елена Исинбаева                                                                                         | Прыжок с шестом        | 4,60                  | 1                     |                |                |            |            | 5,05 WR            |                    |
| Светлана Феофанова                                                                                      | Прыжок с шестом        | 4,50                  | 6                     |                |                |            |            | 4,75               |                    |
| Ольга Иванова                                                                                           | Толкание ядра          | 18,46                 | 15                    |                |                |            |            | 18,44              | 9                  |
| Анна Омарова                                                                                            | Толкание ядра          | 18,74                 | 8                     |                |                |            |            | 19,08              | 6                  |
| Ирина Худорошкина                                                                                       | Толкание ядра          | 16,84                 | 25                    |                |                |            |            | Не прошла          | Не прошла          |
| Мария Абакумова                                                                                         | Метание копья          | 63,48                 | 4                     |                |                |            |            | 70,78 NR           |                    |
| Мария Яковенко                                                                                          | Метание копья          | 51,67                 | 47                    |                |                |            |            | Не прошла          | Не прошла          |
| Оксана Есипчук                                                                                          | Метание диска          | 55.07                 | 32                    |                |                |            |            | Не прошла          | Не прошла          |
| Наталья Садова                                                                                          | Метание диска          | 58,11                 | 25                    |                |                |            |            | Не прошла          | Не прошла          |
| Светлана Сайкина                                                                                        | Метание диска          | 59,48                 | 16                    |                |                |            |            | Не прошла          | Не прошла          |
| Анна Булгакова                                                                                          | Метание молота         | 68,04                 | 20                    |                |                |            |            | Не прошла          | Не прошла          |
| Елена Коневцова                                                                                         | Метание молота         | 67,83                 | 22                    |                |                |            |            | Не прошла          | Не прошла          |
| Елена Прийма                                                                                            | Метание молота         | 70,69                 | 9                     |                |                |            |            | 69,72              | 10                 |
| Анна Богданова                                                                                          | Семиборье              |                       |                       |                |                |            |            | 6495               | 7                  |
| Ольга Курбан                                                                                            | Семиборье              |                       |                       |                |                |            |            | 6192               | 14                 |
| Татьяна Чернова                                                                                         | Семиборье              |                       |                       |                |                |            |            | 6591               |                    |
| Татьяна Калмыкова                                                                                       | Ходьба 20 км           |                       |                       |                |                |            |            | Дисквалифицирована | Дисквалифицирована |
| Ольга Каниськина                                                                                        | Ходьба 20 км           |                       |                       |                |                |            |            | 1:26,31 OR         |                    |
| Татьяна Сибилева                                                                                        | Ходьба 20 км           |                       |                       |                |                |            |            | 1:28,28            | 11                 |

### Настольный теннис
Спортсменов — 6
Мужчины
| Фёдор Кузьмин   | Михай Бобочика (ITA) пор. 1-4 (-7, 3, −5, −7, −10) | Завершил выступления                            |                                            |                      |
| Алексей Смирнов |                                                    | Доан Кьен Куок (VIE) поб. 4-1 (3, −5, 4, 12, 8) | Кан Ё (JPN) пор. 1-4 (9, −8, −9, −12, −15) | Завершил выступления |

Командное первенство
Россия (Фёдор Кузьмин, Дмитрий Мазунов, Алексей Смирнов) — 4-е место в группе (с Гонконгом 1-3, Японией 0-3, Нигерией 2-3).
Женщины
| Светлана Ганина | Стефани Сан Сюй (AUS) пор. без игры                | Завершила выступления |
| Ирина Котихина  | Мяо Мяо (AUS) пор. 3-4 (-9, −13, 5, 10, −8, 4, −9) | Завершила выступления |
| Оксана Фадеева  | Николета Стефанова (ITA) пор. 0-4 (-5, −5, −7, −6) | Завершила выступления |

### Парусный спорт
Спортсменов — 10
- RS:X среди мужчин: Алексей Токарев
- Лазер Радиал среди мужчин: Игорь Лисовенко
- 470: Михаил Шереметьев, Максим Шереметьев
- RS:X среди женщин: Татьяна Базюк
- Инглинг среди женщин: Екатерина Скудина, Диана Крутских, Наталья Иванова
- Лазер Радиал среди женщин: Анастасия Чернова

| Место | Спортсмен             | Гонка | Гонка | Гонка | Гонка | Гонка | Гонка | Гонка | Гонка | Гонка | Гонка | Результат |
| Место | Спортсмен             | 1     | 2     | 3     | 4     | 5     | 6     | 7     | 8     | 9     | 10    | Результат |
| ----- | --------------------- | ----- | ----- | ----- | ----- | ----- | ----- | ----- | ----- | ----- | ----- | --------- |
| 1     | Анна Танниклифф       | 4     | 1     | 1     | 1     | 3     | 2     | 2     | 1     | 1     |       |           |
| 2     | Гинтаре Волунгявичюте | 3     | 4     | 3     | 2     | 2     | 1     | 3     | 2     | 2     |       |           |
| 3     | Сюй Лицзя             | 24    | 14    | 11    | 7     | 4     | 4     | 1     | 3     | 3     |       |           |
| 27    | Анастасия Чернова     | 7     | 18    | 25    | 24    | 22    | 23    | 24    | 26    | 27    |       | 27        |

- (Финн): Эдуард Скорняков

### Современное пятиборье
Спортсменов — 4
- Мужчины: Андрей Моисеев, Илья Фролов
- Женщины: Евдокия Гречишникова, Татьяна Муратова

### Стрельба
Спортсменов — 23
Мужчины
| Спортсмен              | Соревнование                  | Квалификация | Квалификация | Финал                  | Финал     |
| Спортсмен              | Соревнование                  | Результат    | Место        | Результат              | Место     |
| ---------------------- | ----------------------------- | ------------ | ------------ | ---------------------- | --------- |
| Алексей Алипов         | Трап                          | 121          | 1-й          | 142 (+3)               |           |
| Павел Гуркин           | Трап                          | 116          | 11-й         | Не прошёл              | Не прошёл |
| Леонид Екимов          | Пневматический пистолет, 10 м | 582          | 5-й          | 680,5                  | 6-й       |
| Леонид Екимов          | Скоростной пистолет, 25 м     |              |              | 778,2                  | 4-й       |
| Владимир Исаков        | Пистолет, 50 м                | 563          | 5-й          | 659,5 перестрелка 9,1  |           |
| Алексей Климов         | Скоростной пистолет, 25 м     |              |              |                        |           |
| Сергей Коваленко       | 50 м винтовка с трёх позиций  |              |              |                        |           |
| Сергей Круглов         | Пневматическая винтовка, 10 м | 595          | 5-й          | 697                    | 8-й       |
| Василий Мосин          | Дубль-трап                    | 131          | 14-й         | Не прошёл              | Не прошёл |
| Михаил Неструев        | Пневматический пистолет, 10 м | 575          | 29-й         | Не прошёл              | Не прошёл |
| Михаил Неструев        | Пистолет, 50 м                | 552          | 24-й         | Не прошёл              | Не прошёл |
| Константин Приходченко | Пневматическая винтовка, 10 м | 595          | 7-й          | 698,4 перестрелка 10,0 | 5-й       |
| Константин Приходченко | Винтовка лёжа, 50 м           |              |              |                        |           |
| Виталий Фокеев         | Дубль-трап                    | 130          | 16-й         | Не прошёл              | Не прошёл |
| Артём Хаджибеков       | 50 м винтовка лёжа            |              |              |                        |           |
| Артём Хаджибеков       | 50 м винтовка с трёх позиций  |              |              |                        |           |
| Константин Цуранов     | Скит                          |              |              |                        |           |
| Валерий Шомин          | Скит                          |              |              |                        |           |

Женщины
| Спортсменка       | Соревнование                  | Квалификация | Квалификация | Финал     | Финал     |
| Спортсменка       | Соревнование                  | Результат    | Место        | Результат | Место     |
| ----------------- | ----------------------------- | ------------ | ------------ | --------- | --------- |
| Юлия Алипова      | Пистолет, 25 м                | 579          | 18-я         | Не прошла | Не прошла |
| Любовь Галкина    | Пневматическая винтовка, 10 м | 399          | 2-я          | 502,1     |           |
| Любовь Галкина    | Винтовка с трёх позиций, 50 м |              |              |           |           |
| Татьяна Голдобина | Винтовка с трёх позиций, 50 м |              |              |           |           |
| Светлана Дёмина   | Скит                          |              |              |           |           |
| Ольга Десяцкая    | Пневматическая винтовка, 10 м | 394          | 18-я         | Не прошла | Не прошла |
| Ирина Ларичева    | Трап                          | 64           | 9-я          | Не прошла | Не прошла |
| Наталья Падерина  | Пневматический пистолет. 10 м | 391 OR       | 1-я          | 489,1     |           |
| Наталья Падерина  | Пистолет, 25 м                | 579          | 19-я         | Не прошла | Не прошла |
| Светлана Смирнова | Пневматический пистолет, 10 м | 383          | 10-я         | Не прошла | Не прошла |

### Стрельба из лука
Спортсменов — 5
Мужчины:
| Спортсмен                                             | Соревнование                | Предварительный раунд | Предварительный раунд | 1/32                                                | 1/16                                       | 1/8                                 | Четвертьфиналы                        | Полуфиналы                          | Матч за 3-е место                        | Финал                 | Место |
| Спортсмен                                             | Соревнование                | Очков                 | Номер посева          | Соперник Результат                                  | Соперник Результат                         | Соперник Результат                  | Соперник Результат                    | Соперник Результат                  | Соперник Результат                       | Соперник Результат    | Место |
| ----------------------------------------------------- | --------------------------- | --------------------- | --------------------- | --------------------------------------------------- | ------------------------------------------ | ----------------------------------- | ------------------------------------- | ----------------------------------- | ---------------------------------------- | --------------------- | ----- |
| Андрей Абрамов (25)                                   | Индивидуальные соревнования | 660                   | 25                    | Б. Джонсон (USA) (40) Пор. 109:109; T8:T8; 9:9; 8:9 | Закончил выступление                       | Закончил выступление                | Закончил выступление                  | Закончил выступление                | Закончил выступление                     | Закончил выступление  | 36    |
| Баир Бадёнов (31)                                     | Индивидуальные соревнования | 658                   | 31                    | Лоренс Годфри (GBR) (34) Поб. 114:109               | Мангал Сингх Чампия (IND) (2) Поб. 109:108 | Джей Лион (CAN) (47) Поб. 115:110   | Чжан Чжоусянь (MAS) (26) Поб. 109:104 | Виктор Рубан (UKR) (3) Пор. 112:112 | Хуан Рене Серрано (MEX) (1) Поб. 115:110 |                       |       |
| Бальжинима Цыремпилов (6)                             | Индивидуальные соревнования | 671                   | 6                     | Даниэль Павлов (BUL) (59) Поб. 112:102              | Чэнь Шиюань (TPE) (38) Поб. 109:101        | Рюити Мория (JAP) (22) Пор. 110:113 | Закончил выступление                  | Закончил выступление                | Закончил выступление                     | Закончил выступление  | 10    |
| Андрей Абрамов Баир Бадёнов Бальжинима Цыремпилов (4) | Командные соревнования      | 1989                  | 4                     |                                                     |                                            |                                     | Китай (CHN) (12) · Пор. 208:217       | Закончили выступление               | Закончили выступление                    | Закончили выступление | 8     |

Женщины:
| Спортсмен          | Соревнование                | Предварительный раунд | Предварительный раунд | 1/32                                                  | 1/16                                      | 1/8                                      | Четвертьфиналы        | Полуфиналы            | Матч за 3-е место     | Финал                 | Место |
| Спортсмен          | Соревнование                | Очков                 | Номер посева          | Соперник Результат                                    | Соперник Результат                        | Соперник Результат                       | Соперник Результат    | Соперник Результат    | Соперник Результат    | Соперник Результат    | Место |
| ------------------ | --------------------------- | --------------------- | --------------------- | ----------------------------------------------------- | ----------------------------------------- | ---------------------------------------- | --------------------- | --------------------- | --------------------- | --------------------- | ----- |
| Мирослава Дагбаева | Индивидуальные соревнования | 637                   | 23                    | Рина Деви Пуспитасари (INA) (42) Поб. 106:106; T9:T10 | Ана Мария Рендон (COL) (10) Пор. 104:103  | Закончила выступление                    | Закончила выступление | Закончила выступление | Закончила выступление | Закончила выступление | 22    |
| Наталья Эрдыниева  | Индивидуальные соревнования | 647                   | 11                    | Натали Дилен (SUI) (54) Поб. 107:102                  | Ивона Марцинкевич (POL) (43) Поб. 104:103 | Чжан Цзюаньцзюань (CHN) (27) Пор. 98:110 | Закончила выступление | Закончила выступление | Закончила выступление | Закончила выступление | 14    |

### Теннис
Спортсменов — 10
Мужчины:
| Игорь Андреев                       | Одиночный разряд | С. Куэрри (USA) В 6-4 6-4  | М. Льодра (FRA) В 6-4 3-6 6-1                | Р. Надаль (ESP) П 4-6 2-6                            | Закончил выступление                            |                       |
| Николай Давыденко (4)               | Одиночный разряд | Э. Гулбис (LAT) В 6-4 6-2  | П.-А. Матьё (FRA) П 5-7 3-6                  | Закончил выступление                                 |                                                 |                       |
| Дмитрий Турсунов                    | Одиночный разряд | Р. Федерер (SUI) П 4-6 2-6 | Закончил выступление                         |                                                      |                                                 |                       |
| Михаил Южный (13)                   | Одиночный разряд | И. Ванек (CZE) В 6-4 6-1   | Т. Юханссон (SWE) В 7-5 6-2                  | Н. Джокович (SRB) П 6-7(3-7) 3-6                     | Закончил выступление                            |                       |
| Игорь Андреев Николай Давыденко (8) | Парный разряд    |                            | США · Дж. Блейк · С. Куэрри · В 6-3 6-4      | Бельгия · С. Дарси · О. Рокюс · В 7-6 6-2            | Франция · А. Клеман · М. Льодра · П 2-6 7-6 4-6 | Закончили выступление |
| Дмитрий Турсунов Михаил Южный (ALT) | Парный разряд    |                            | Чили · Ф. Гонсалес · Н. Массу · В 7-6(5) 6-4 | Швейцария · Р. Федерер · С. Вавринка (4) · П 4-6 3-6 | Закончили выступление                           |                       |

Женщины:
| Теннисистка                          | Разряд            | 1/64                              | 1/32                                                                  | 1/16                                         | Четвертьфиналы                              | Полуфиналы                       | Матч за 3-е место     | Финал                             | Место |
| Теннисистка                          | Разряд            | Соперник Счёт                     | Соперник Счёт                                                         | Соперник Счёт                                | Соперник Счёт                               | Соперник Счёт                    | Соперник Счёт         | Соперник Счёт                     | Место |
| ------------------------------------ | ----------------- | --------------------------------- | --------------------------------------------------------------------- | -------------------------------------------- | ------------------------------------------- | -------------------------------- | --------------------- | --------------------------------- | ----- |
| Елена Дементьева (5)                 | Одиночный разрядд | Е. Бондаренко (UKR) В 6-1 6-4     | С. Арвидссон (SWE) В 6-3 6-4                                          | К. Возняцки (DEN) В 7-6(3) 6-2               | С. Уильямс (USA) В 3-6 6-4 6-3              | В. Звонарёва (RUS) В 6-3 7-6(3)  |                       | Д. Сафина (RUS) В 3-6 7-5 6-3     |       |
| Светлана Кузнецова (3)               | Одиночный разряд  | Ли На (CHN) П 6-7(5) 4-6          | Закончила выступление                                                 |                                              |                                             |                                  |                       |                                   |       |
| Динара Сафина (6)                    | Одиночный разряд  | М. Сантанджело (ITA) В 6-3 7-6(1) | М. Х. Мартинес Санчес (ESP) В 7-6(3) 6-1                              | Чжэн Цзе (CHN) В 6-4 6-3                     | Е. Янкович (CHN) В 6-2 5-7 6-3              | Ли На (CHN) В 7-6(3) 7-5         |                       | Е. Дементьева (RUS) П 6-3 5-7 3-6 |       |
| Вера Звонарёва (9)                   | Одиночный разряд  | Янь Цзы (CHN) Поб. 6-0, 6-2       | Ш. Пеер (ISR) В 6-3 7-6(4)                                            | Ф. Скьявоне (ITA) В 7-6(4) 6-4               | С. Баммер (AUT) В 6-3 3-6 6-3               | Е. Дементьева (RUS) П 3-6 6-7(3) | Ли На (CHN) В 6-0 7-5 |                                   |       |
| Светлана Кузнецова Динара Сафина (1) | Парный разряд     |                                   | Италия · М. Сантанджело · Р. Винчи · В 6-1 3-6 7-5                    | Индия · С. Мирза · С. Рао · В 6-4 6-4        | Китай · Янь Цзы · Чжэн Цзе · П 3-6 7-5 8-10 | Закончили выступление            |                       |                                   |       |
| Елена Веснина Вера Звонарёва (7)     | Парный разряд     |                                   | Испания · Н. Льягостера Вивес · М. Х. Мартинес Санчес · В 2-6 6-1 6-3 | Аргентина · Х. Дулко · Б. Хосами · В 6-2 6-3 | США · С. Уильямс · В. Уильямс · П 4-6 0-6   | Закончили выступление            |                       |                                   |       |

### Триатлон
Спортсменов — 5
Мужчины
| Спортсмен           | Соревнование                | Плавание | Велосипед | Бег   | Всего      | Место |
| ------------------- | --------------------------- | -------- | --------- | ----- | ---------- | ----- |
| Александр Брюханков | Индивидуальные соревнования | 18:10    | 59:08     | 33:01 | 1:51:22,59 | 24    |
| Дмитрий Полянский   | Индивидуальные соревнования | 18:15    | 59:07     | 32:53 | 1:51:11,61 | 22    |
| Игорь Сысоев        | Индивидуальные соревнования | 18:02    | 59:15     | 31:41 | 1:49:59,38 | 9     |

Женщины
| Спортсмен        | Соревнование                | Плавание        | Велосипед       | Бег             | Всего           | Место           |
| ---------------- | --------------------------- | --------------- | --------------- | --------------- | --------------- | --------------- |
| Ирина Абысова    | Индивидуальные соревнования | Не финишировала | Не финишировала | Не финишировала | Не финишировала | Не финишировала |
| Ольга Заусайлова | Индивидуальные соревнования | 20:58           | 1:05,24         | 39:01           | 2:06:24,26      | 36              |

### Тхэквондо
Не прошли отбор.

### Тяжёлая атлетика
Спортсменов — 10
среди мужчин
| Категория | Спортсмен          | Масса  | Рывок | Рывок | Рывок | Толчок | Толчок | Толчок | Всего | Место |
| Категория | Спортсмен          | Масса  | 1     | 2     | 3     | 1      | 2      | 3      | Всего | Место |
| --------- | ------------------ | ------ | ----- | ----- | ----- | ------ | ------ | ------ | ----- | ----- |
| 77 кг     | Олег Перепечёнов   | 76,80  | 158   | 162   | 165   | 192    | 199    | 199    | 354   | 5     |
| 94 кг     | Роман Константинов | 93,90  | 175   | 179   | 179   | 212    | 212    | 222    | 387   | 8     |
| 94 кг     | Хаджимурад Аккаев  | 92,99  | 178   | 182   | 185   | 212    | 215    | 217    | 402   | 3     |
| 105 кг    | Дмитрий Лапиков    | 104,30 | 190   | 195   | 195   | 222    | 226    | 230    | 420   | 3     |
| 105 кг    | Дмитрий Клоков     | 104,72 | 185   | 190   | 193   | 222    | 226    | 230    | 423   | 2     |
| +105 кг   | Евгений Чигишев    | 124,13 | 200   | 205   | 210   | 240    | 247    | 250    | 460   | 2     |

среди женщин
| Категория | Спортсмен          | Масса | Рывок | Рывок | Рывок | Толчок | Толчок | Толчок | Всего | Место |
| Категория | Спортсмен          | Масса | 1     | 2     | 3     | 1      | 2      | 3      | Всего | Место |
| --------- | ------------------ | ----- | ----- | ----- | ----- | ------ | ------ | ------ | ----- | ----- |
| 58 кг     | Марина Шаинова     | 57,93 | 95    | 98    | 98    | 125    | 128    | 129    | 227   | 2     |
| 63 кг     | Светлана Царукаева | 62,37 | 107   | 107   | 107   | —      | —      | —      | —     | —     |
| 69 кг     | Оксана Сливенко    | 68,47 | 110   | 115   | 115   | 136    | 140    | —      | 255   | 1     |
| 75 кг     | Надежда Евстюхина  | 73,33 | 112   | 117   | 117   | 138    | 143    | 147    | 264   | 3     |

### Фехтование
Спортсменов — 15
Мужчины
| Спортсмен                                                               | Соревнование         | 1/64                               | 1/32                             | 1/16                 | Четвертьфиналы       | Полуфиналы           | Матч за 3-е место    | Финал                | Место |
| Спортсмен                                                               | Соревнование         | Соперник Результат                 | Соперник Результат               | Соперник Результат   | Соперник Результат   | Соперник Результат   | Соперник Результат   | Соперник Результат   | Место |
| ----------------------------------------------------------------------- | -------------------- | ---------------------------------- | -------------------------------- | -------------------- | -------------------- | -------------------- | -------------------- | -------------------- | ----- |
| Антон Авдеев (20)                                                       | Индивидуальная шпага |                                    | У. Робери (FRA) (13) пор. 11:15  | Закончил выступление | Закончил выступление | Закончил выступление | Закончил выступление | Закончил выступление |       |
| Николай Ковалёв (25)                                                    | Индивидуальная сабля | А. О’Коннелл (GBR) (40) поб. 15:14 | Х. Марти (ESP) (8) пор. 12:15    | Закончил выступление | Закончил выступление | Закончил выступление | Закончил выступление | Закончил выступление |       |
| Станислав Поздняков (6)                                                 | Индивидуальная сабля |                                    | Н. Лопес (FRA) (27) пор. 8:15    | Закончил выступление | Закончил выступление | Закончил выступление | Закончил выступление | Закончил выступление |       |
| Алексей Якименко (15)                                                   | Индивидуальная сабля |                                    | А. Буйкевич (BLR) (18) пор. 9:15 | Закончил выступление | Закончил выступление | Закончил выступление | Закончил выступление | Закончил выступление |       |
| Алексей Фросин Николай Ковалёв Станислав Поздняков Алексей Якименко (3) | Командная сабля      |                                    |                                  |                      | Китай (6) · В 45:36  | США (7) · П 44:45    | Италия (4) · П 44:45 |                      | 4     |

Женщины
| Спортсменка                                                            | Соревнование          | 1/32                              | 1/16                           | Четвертьфиналы                 | Полуфиналы                     | Матч за 3-е место         | Финал                 | Место |
| Спортсменка                                                            | Соревнование          | Соперник Результат                | Соперник Результат             | Соперник Результат             | Соперник Результат             | Соперник Результат        | Соперник Результат    | Место |
| ---------------------------------------------------------------------- | --------------------- | --------------------------------- | ------------------------------ | ------------------------------ | ------------------------------ | ------------------------- | --------------------- | ----- |
| Татьяна Логунова (9)                                                   | Индивидуальная шпага  | Э. Самуэльссон (SWE) (24) П 6:15  | Закончила выступление          | Закончила выступление          | Закончила выступление          | Закончила выступление     | Закончила выступление |       |
| Любовь Шутова (7)                                                      | Индивидуальная шпага  |                                   | Э. Сас (HUN) (10) В 15:12      | А. М. Брынзэ (ROU) (2) П 13:15 | Закончила выступление          | Закончила выступление     | Закончила выступление |       |
| Аида Шанаева (16)                                                      | Индивидуальная рапира | С. Грухала (POL) (17) В 12:11     | Дж. Триллини (ITA) (1) П 3:15  | Закончила выступление          | Закончила выступление          | Закончила выступление     | Закончила выступление |       |
| Евгения Ламонова (11)                                                  | Индивидуальная рапира | А. Шахе (GER) (22) В 15:2         | А. Мохамед (HUN) (6) В 15:5    | М. Гранбасси (ITA) (3) П 7:12  | Закончила выступление          | Закончила выступление     | Закончила выступление |       |
| Виктория Никишина (19)                                                 | Индивидуальная рапира | Д. Хатуэль (ISR) (14) В 10:9      | М. Гранбасси (ITA) (3) П 4:11  | Закончила выступление          | Закончила выступление          | Закончила выступление     | Закончила выступление |       |
| Екатерина Дьяченко (9)                                                 | Индивидуальная сабля  | М. Хисагаэ (JPN) (24) В 15:10     | Е. Хомровая (UKR) (25) П 14:15 | Закончила выступление          | Закончила выступление          | Закончила выступление     | Закончила выступление |       |
| Елена Нечаева (3)                                                      | Индивидуальная сабля  | И. Венцковская (POL) (30) П 12:15 | Закончила выступление          | Закончила выступление          | Закончила выступление          | Закончила выступление     | Закончила выступление |       |
| Софья Великая (5)                                                      | Индивидуальная сабля  | Г. Пундик (UKR) (28) В 15:7       | И. Бьянко (ITA) (12) В 15:6    | Тань Сюэ (CHN) (4) В 15:9      | С. Джекобсон (USA) (1) П 11:15 | Р. Уорд (USA) (2) П 14:15 |                       | 4     |
| Светлана Бойко Аида Шанаева Евгения Ламонова Виктория Никишина (1)     | Командная рапира      |                                   |                                | Египет (8) · В 45:23           | Италия (4) · В 22:21           |                           | США (7) · В 28:11     |       |
| Екатерина Дьяченко Екатерина Федоркина Елена Нечаева Софья Великая (4) | Командная сабля       |                                   |                                | Украина (5) · П 34:45          | Закончили выступление          | Закончили выступление     | Закончили выступление | 5     |

### Футбол
Ни мужская, ни женская команды не прошли отбор.

### Хоккей на траве
Ни мужская, ни женская команды не прошли отбор.